# Cuisine tunisienne
La cuisine tunisienne, cuisine typiquement méditerranéenne, découle d'une tradition ancestrale de culture gastronomique en Tunisie et reflète les héritages culturels successifs (berbères, puniques, arabes, juifs, turcs, grecs, italiens, etc.) ; elle dépend du climat régional et de la géographie du pays, et par conséquent de ses produits locaux : blé (que l'on retrouve sous forme de pain, pâtes ou semoule), olives et huile d'olive, viande (surtout de mouton, bœuf, poulet et autres volailles, voire de chameau dans certaines régions du sud), fruits et légumes, poissons et fruits de mer (calmar, poulpe, thon, rouget, sparidés, daurade, loup de mer, etc.), surtout le long des côtes. Cette cuisine se différencie sensiblement de ses voisines maghrébines : le tajine tunisien est ainsi différent de la version marocaine ou algérienne, il en est de même pour certaines préparations de pâtes, de salades, etc.
L’ouverture au tourisme apporte également des cuisines internationales, comme les cuisines chinoise, indienne ou japonaise, mais aussi le fast-food. Aussi l’intensification des échanges commerciaux européens et internationaux rend disponibles des produits jusqu’alors inconnus ou inhabituels.
Les Tunisiens font un usage quotidien d'épices et de piments frais ou séchés, utilisés sous forme de poudre ou de pâte comme l'harissa ; par ailleurs, les herbes aromatiques sont utilisées en abondance aussi bien pour parfumer les mets que sous forme d'infusions. Les Tunisiens font également un usage presque quotidien d'œufs, présents dans la préparation de la brik, du tajine, de la ojja, de la chakchouka, des gâteaux et des entremets, ou servant à garnir salades et autres plats. Les œufs sont aussi consommés au petit déjeuner, durs, mollets ou brouillés aussi bien nature qu'au cumin.
Cette cuisine à la fois méditerranéenne, africaine et orientale est riche et élaborée, avec de nombreuses spécialités variant selon la région (nord, sud, littoral, oasis, etc.) et le groupe ethnique d'origine (cuisine berbère, andalouse, juive ou arabe).

## Importance des céréales

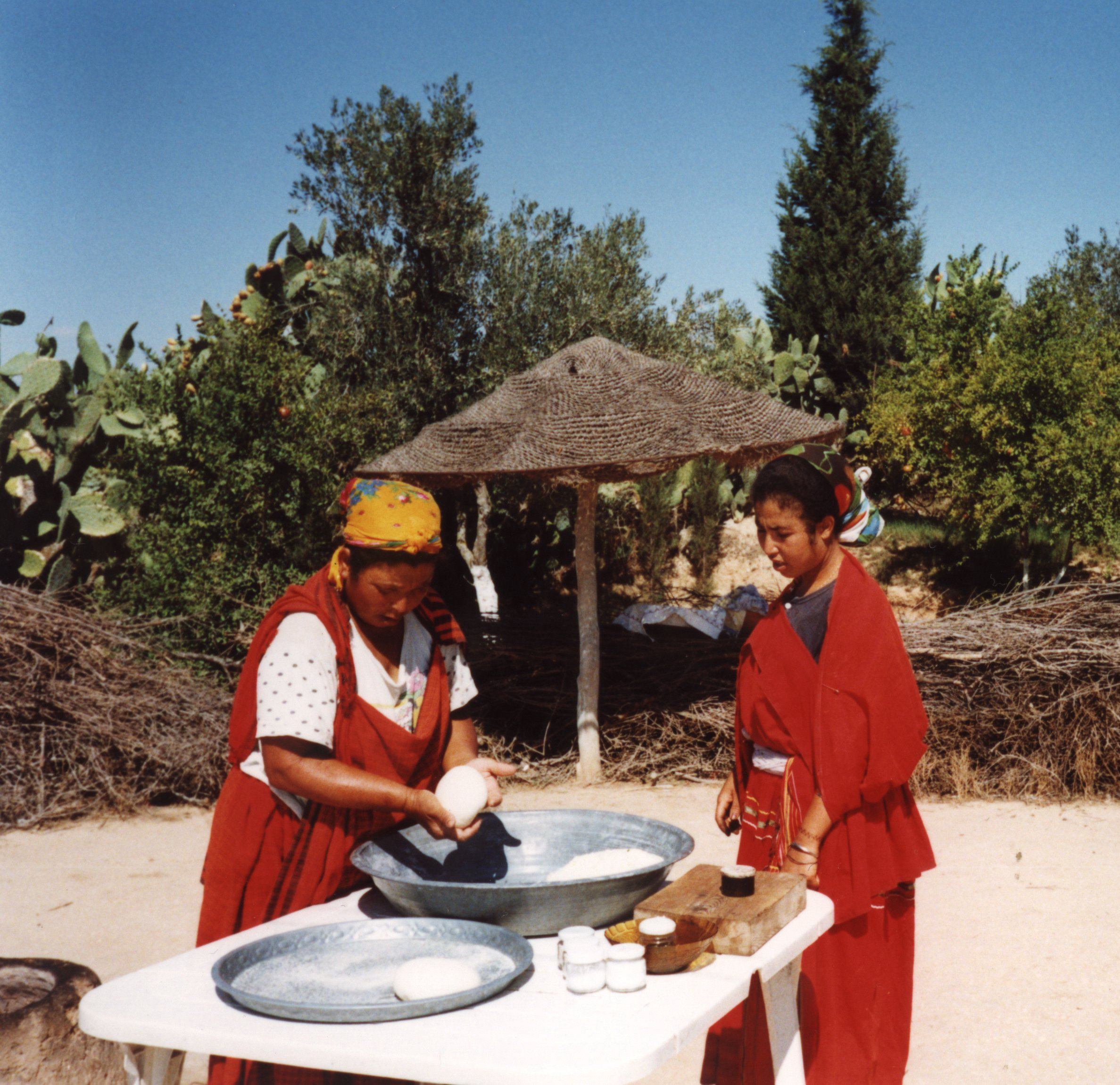
Femmes préparant du pain tabouna.

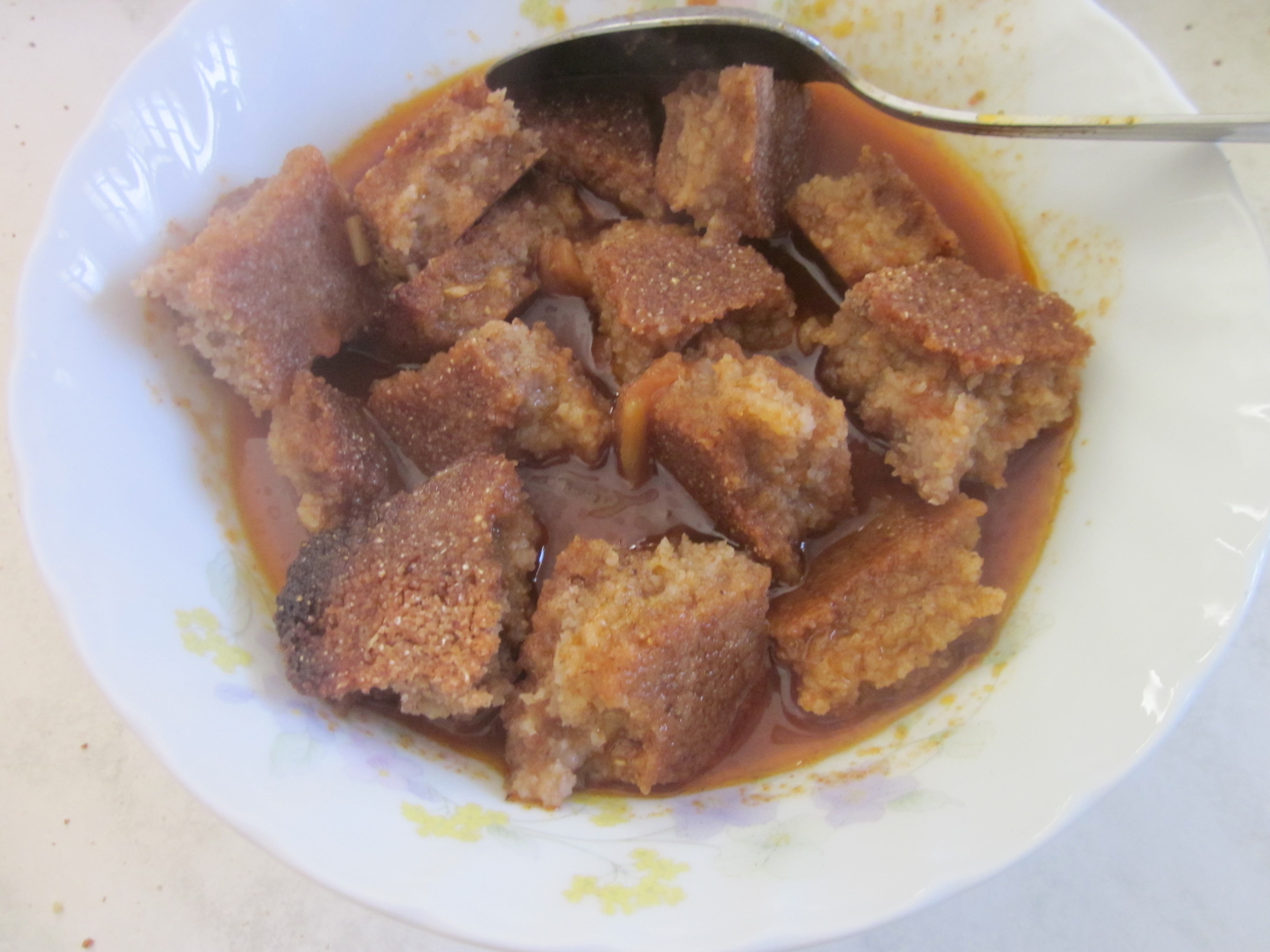
Marka sfaxienne avec du pain complet à base d’orge.

Du fait d'une production céréalière historiquement dominée par le blé dur, l'aliment le plus consommé est sans doute les pâtes, en particulier les spaghettis et macaronis servis généralement avec de la sauce tomate et du poisson ou de la viande plus ou moins relevée d'épices, d'ail et de piment. Toutefois, le couscous reste le plat traditionnel par excellence. Celui-ci est caractérisé par une combinaison entre les légumes (pommes de terre, tomates, carottes, courges, etc.), le poisson, les fruits de mer, la viande (surtout celle d'agneau) et la semoule dont la graine est produite à partir de la même variété de blé. Le couscous est consommé très fréquemment sous des formes simples — notamment le couscous au poisson qui est une spécialité des zones côtières comme Sfax, Gabès et Djerba — ou sous des formes plus élaborées à l'occasion de cérémonies. En fait, il existe une multitude de couscous, allant du couscous végétarien au couscous au lait avec viande d'agneau et romarin, en passant par le couscous à l'osban (boyaux et tripes farcis), aux poulpes ou aux calamars farcis.
Le pain fait partie intégrante des trois repas quotidiens des Tunisiens qui en consomment plusieurs variétés : le khobz talian dit « pain italien » (pain blanc brié avec beaucoup de mie), le pain fait maison (comme le pain de semoule ou khobz mbesses) ou le pain tabouna, pain rustique traditionnel autrefois largement consommé dans le Sud tunisien et cuit dans des fours construits en terre mêlée à de l'argile (tabouna désignant ce type de four) ; la kesra est quant à elle une sorte de pita sans levure, préparée quotidiennement par les paysans. Le pain n'accompagne pas seulement les repas (salades, soupes ou ragoûts) mais se consomme aussi sous forme de sandwich (casse-croûte). Le casse-croûte type, vendu dans la plupart des échoppes d'alimentation, est constitué d'un demi-pain (baguette ou autre) tartiné d'harissa et généralement farci de miettes de thon à l'huile avec parfois des olives vertes ou noires, des câpres, des légumes en saumure et des rondelles d'œufs durs ; il constitue le plat de restauration rapide le plus commun en Tunisie. Il existe également des spécialités populaires comme le chapati tunisien, un sandwich garni puis chauffé une fois refermé.
Hormis le blé, la cuisine tunisienne utilise d'autres céréales comme l'orge (servant pour la préparation d'un pain complet surtout dans la ville de Sfax, du couscous d'orge ou malthouth et de la bsissa), le sorgo (droa utilisé pour les bsissa, gâteaux et entremets comme la bouza ou le sohlob), les lentilles ou encore le fenugrec consommé sous forme de bsissa ou ajouté à la zammita, plat à base de farine de céréales épicées à la marjolaine, à la coriandre, à l'anis et au fenouil. Les bsissa et leurs épices varient néanmoins d'une région à l'autre, voire d'une famille à une autre.

## Épices et herbes aromatiques
Les épices, généralement utilisées sous forme de poudre, sont traditionnellement achetées en graines ou en tubercules, triées, lavées, séchées puis moulues. Une réserve familiale (oula) est préparée annuellement, la quantité conservée dépendant de la taille de la famille et de sa consommation.
Les épices de base sont le cumin, la coriandre, le carvi, le curcuma, le piment, le poivre, le gingembre, le clou de girofle, le safran, les graines de nigelles (ayant selon la croyance populaire la propriété de protéger contre le mauvais œil), le cubèbe et la cannelle. Elles sont parfois utilisées séparément mais le plus souvent de façon combinée ; la coriandre et le carvi sont ainsi souvent utilisés ensemble alors que le poivre et le piment sont ajoutés à la plupart des plats. Le ras el-hanout est pour sa part un mélange de poivre, de boutons de rose séchés, d'écorce de cannelle, de clous de girofle et de graines de cubèbe réduites en poudre (liste des ingrédients non exhaustive).
Les herbes aromatiques sont également d'un usage courant, c'est le cas de la menthe (aussi bien fraîche que séchée), de l'anis (graines et fanes fraîches), du fenouil (graines, fanes fraîches ou séchées), du romarin, de l'origan ou marjolaine, de l'ail, des boutons de rose séchés, des écorces d'orange séchées, des feuilles de laurier-sauce, des feuilles de géranium, de l'aneth et de tant d'autres. Ces herbes sont utilisées dans différents plats et différents types de bsissa, dans le thé, voire dans certaines recettes régionales de couscous, de salades, de poissons, etc.
La cuisine tunisienne fait aussi un grand usage du jus de citron qui arrose soupes, salades, fritures (y compris les briks), viande et poisson grillés ; mais le citron est également utilisé en saumure (limoun) pour aromatiser plusieurs préparations. La citronnade et le citron pressé sont consommés en abondance, surtout en été.
Traditionnellement, les familles préparent des conserves pour l'année en fonction des produits de la saison. Parmi les conserves les plus courantes figurent les légumes en saumure (navet, carotte, poivron, piment, citron et câpres), le smen (beurre rance), l'harissa, les viandes et les merguez séchées, cuites dans de l'huile d'olive et conservées dans l'huile de cuisson, les poissons salés et séchés (anchois), thon à l'huile, du poulpe séché, le frik (blé vert), le borghol, la corète (mloukhiya), les olives noires et vertes (plusieurs méthodes de conservation), les cornichons, les tomates séchées, les figues, les abricots, les dattes et raisins séchés, les confitures d'orange, de coing, d'abricot et de figue et les pâtes de fruits.
Les eaux distillées de rose, de géranium et de fleur d'oranger jouent également un rôle important dans la cuisine tunisienne, en particulier dans la pâtisserie. L'huile d'olive est la reine des matières grasses utilisées dans la cuisine tunisienne.

## Spécialités culinaires

### Soupes
Les soupes — plus de trente-six sont répertoriées dans le livre de Mohamed Kouki sans compter les spécialités régionales et ethniques — sont consommées surtout durant l'hiver et le mois de ramadan. La plus commune est la chorba qui peut s'accommoder avec de la viande, du poulet ou du poisson et, le plus souvent, de petites pâtes appelées « langues d'oiseau ». Elle est généralement aromatisée avec du persil et du céleri et arrosée de jus de citron. Elle peut se préparer avec ou sans tomates. Une variante possible est la chorba frik, qui se cuisine avec de la viande de veau, d'agneau, de poulet ou au poisson, du blé vert, séché, concassé et cuit dans le bouillon ; cette soupe peut, à elle seule, constituer un repas.

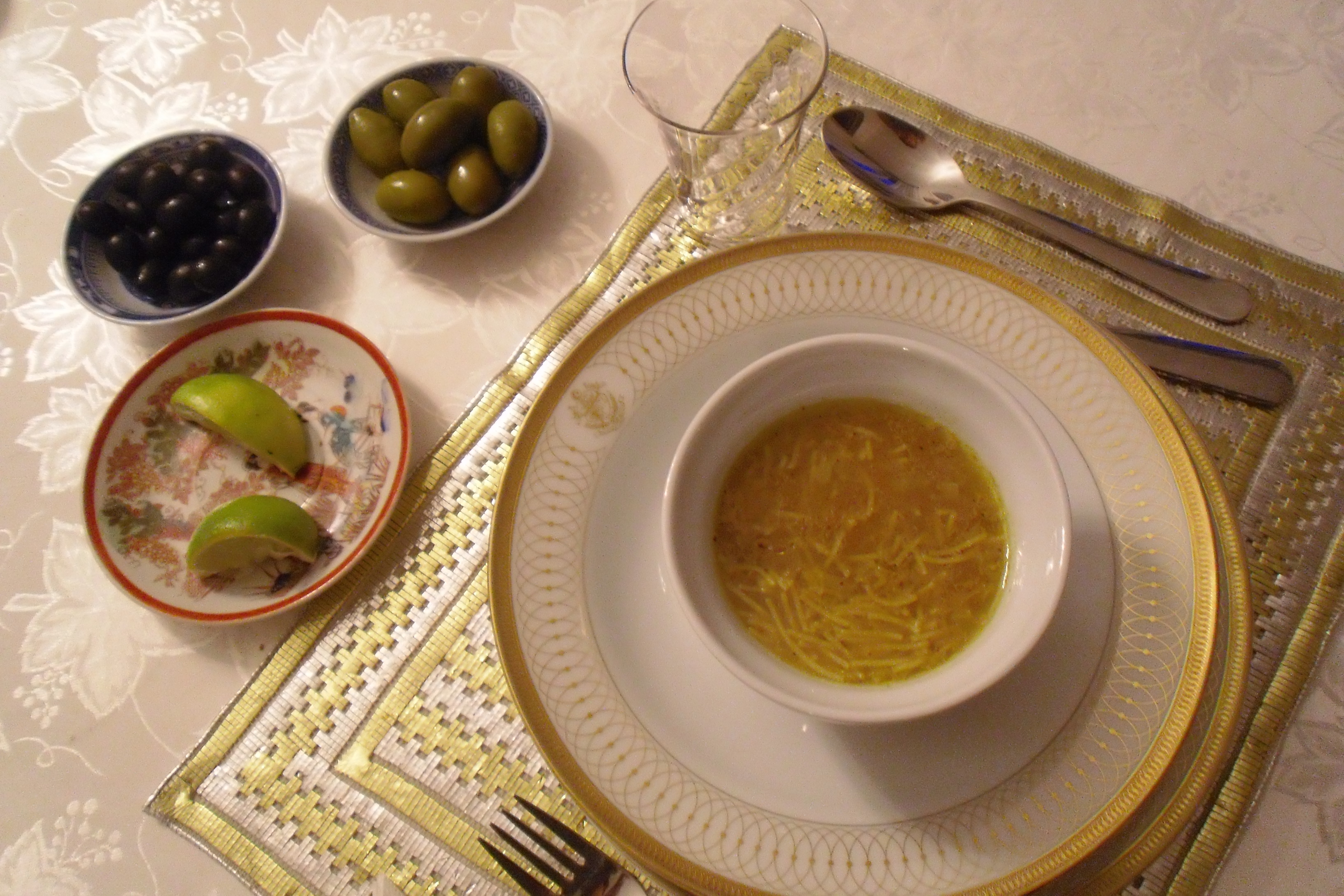
Plat de chorba.

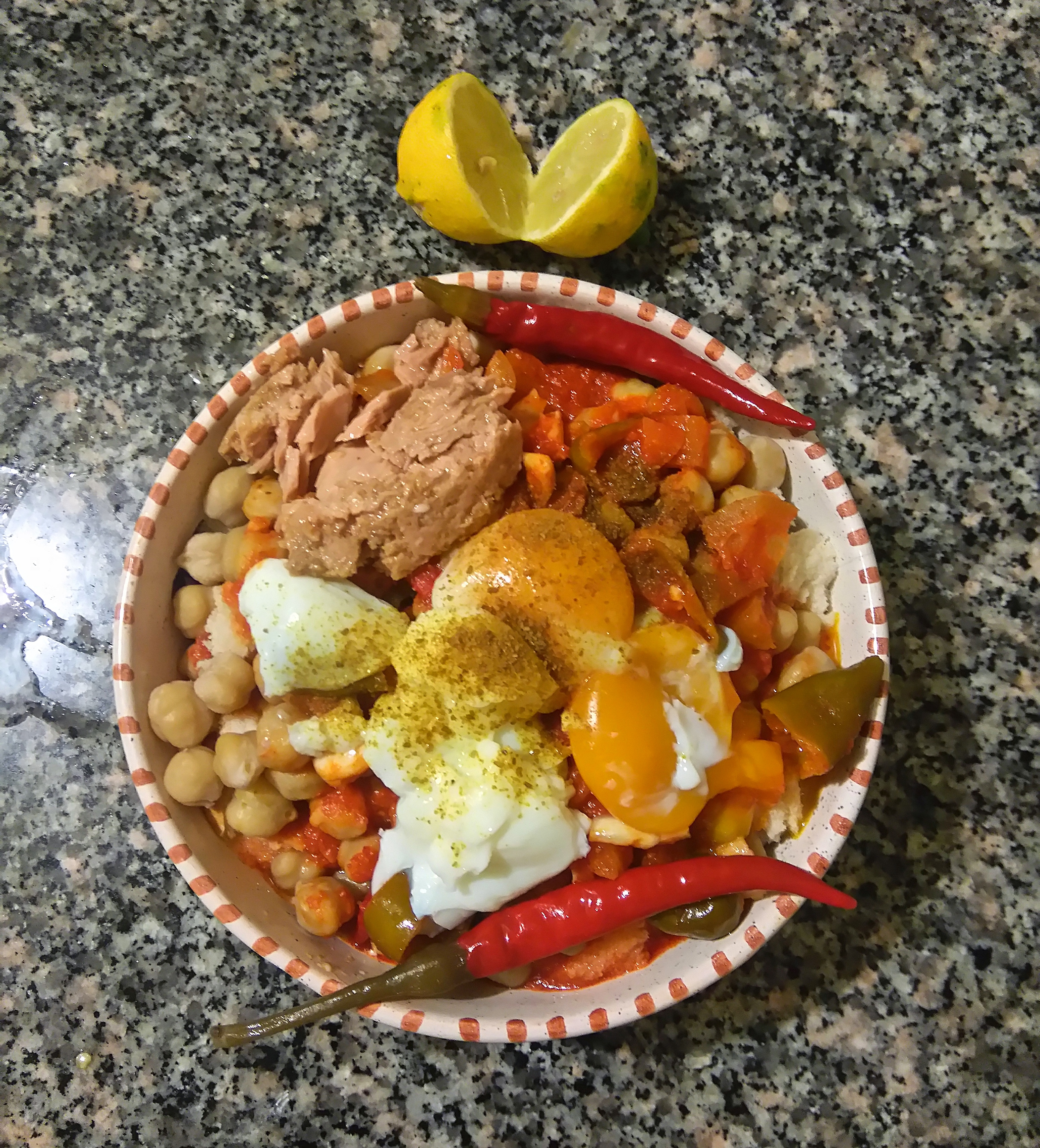
Plat de lablabi.

Le sder (soupe de semoule), le hsou (soupe épaissie à la farine et arrosée de vinaigre même si l'originale était préparée avec de la levure de bière), les hlalem (soupe avec des petites pâtes faites maison), la m'hamsa (à base de petites pâtes rondes), les macaronis en soupe ou la soupe au riz (avec des légumes frais et secs) sont également des soupes courantes.
Le lablabi, soupe de pois chiches accompagnée de croûtons de pain, d'huile d'olive, d'harissa, d'ail, de sel, de cumin et d'un peu de jus de citron, est la soupe la plus populaire ; elle est vendue dans la rue, même à des heures très tardives, et consommée sur tout le territoire tunisien.
Les broudou sont des pots-au-feu préparés à base de légumes ou mêlant légumes et viande ou poisson.

### Salades

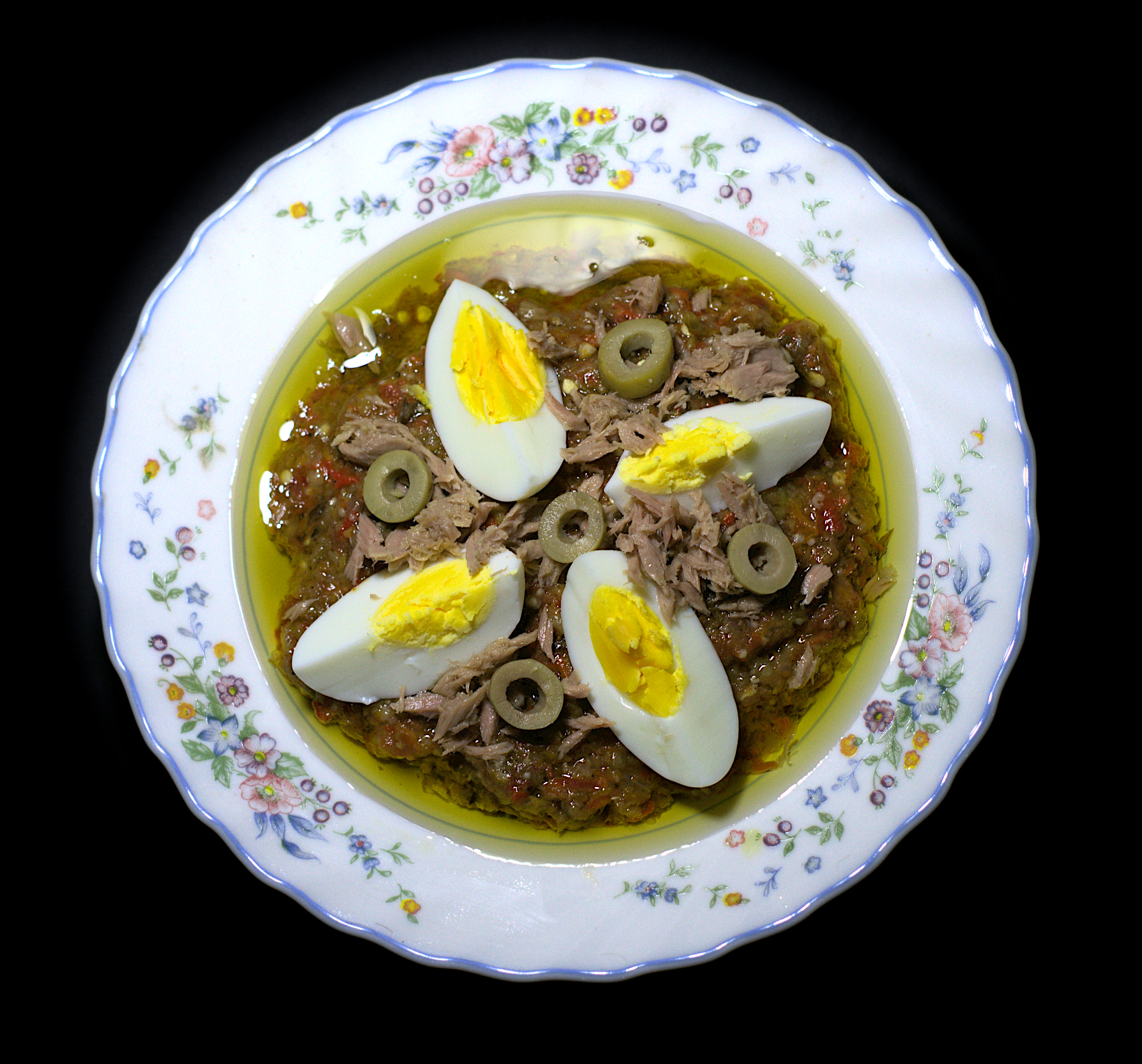
Salade méchouia.

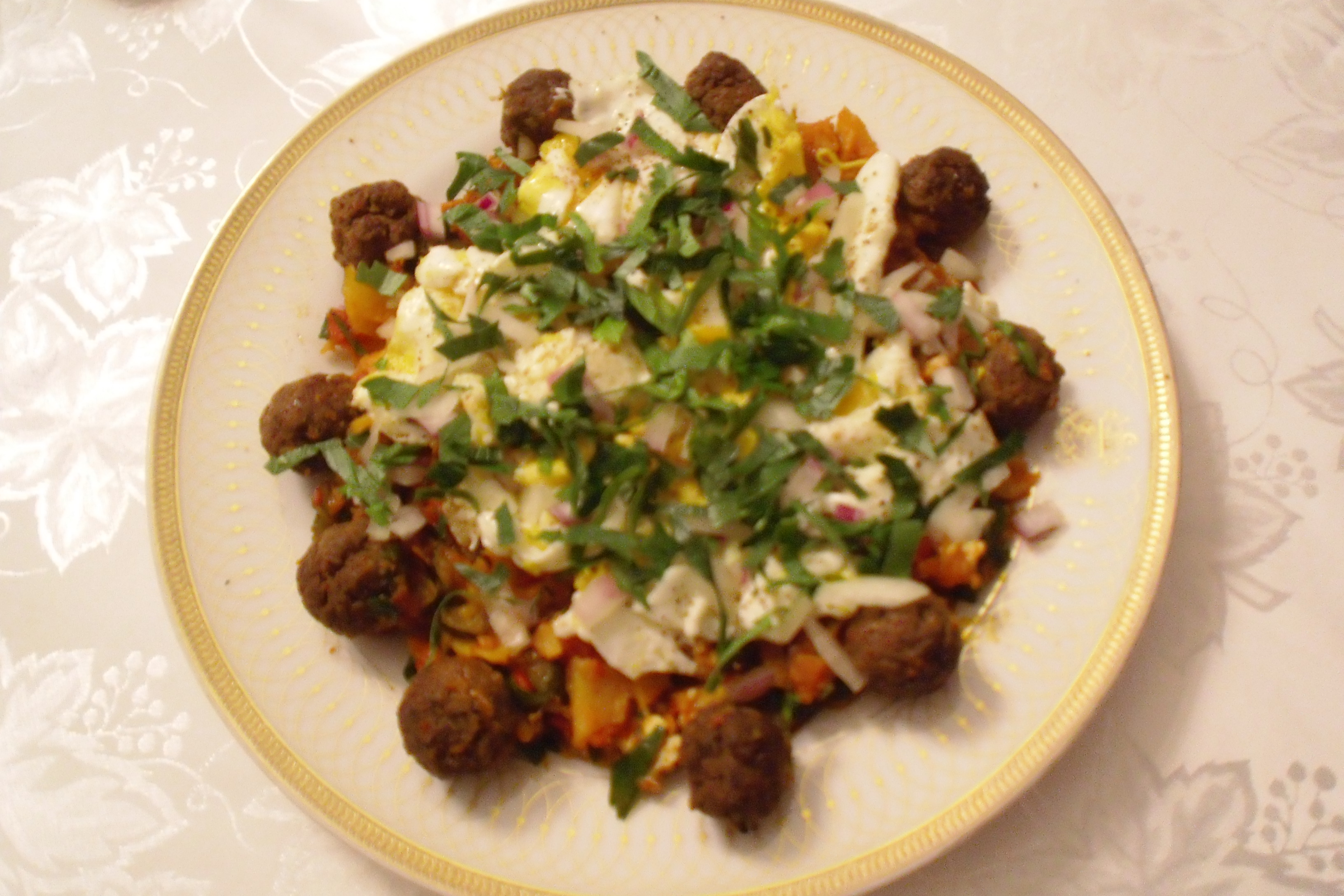
Plat de kefteji.

Il existe dans la cuisine tunisienne une myriade de salades réalisées avec des légumes frais, des légumes grillés ou des légumes bouillis voire frits. Les salades sont souvent garnies d'œufs durs en tranches, de thon à l'huile, de sardines, d'olives, de câpres ou de légumes en saumure et arrosées d'huile d'olive et de vinaigre ou de citron. Il existe également des salades de fruits de mer, de légumes secs, etc. Parmi les salades les plus communes figure la salade tunisienne, préparée à base de tomates, concombres, oignons, radis, persil, pommes acidulées et poivrons coupés fins ; elle est assaisonnée de sel, de poivre, de menthe séchée en poudre, de jus de citron et d'huile d'olive et garnie d'olives, d'œufs durs en tranches, de thon ou de sardines selon les moyens de la famille.
La salade méchouia, plus longue à préparer, est composée de légumes grillés, pelés puis refroidis, coupés fins (tomates, poivrons ou piments frais et oignons et parfois aubergines), assaisonnés d'ail, de coriandre et de carvi en poudre et arrosés d'huile d'olive, de jus de citron et d'harissa ; elle est normalement garnie de miettes de thon à l'huile, de rondelles ou de tranches d'œufs durs et éventuellement de câpres ou d'olives.
La omek houria, appelée terchi dans certaines régions comme à Djerba, se prépare pour sa part avec des carottes (ou parfois du potiron) bouillies, écrasées en purée et assaisonnées d'ail écrasé, de carvi en poudre, d'harissa, de vinaigre, de sel et d'huile d'olive. Pour ce qui est de la tastira, qui se mange aussi bien en salade qu'en accompagnement, elle est composée de poivrons ou de piments frais, de tomates et d'œufs frits, coupés grossièrement et assaisonnés de sel et de graines de carvi en poudre.
Tout comme la tastira, la maghmouma (spécialité juive) se mange en salade ou accompagne un plat de viande ou de poisson ; elle est composée de poivrons et de tomates cuits dans un récipient couvert, sans eau, dans de l'huile d'olive dans laquelle de l'ail en morceaux a été revenu ; elle est assaisonnée de sel, de graines de carvi en poudre et éventuellement d'harissa.
Le kefteji est une salade riche qui peut constituer un plat complet. Il s'agit d'un mélange de légumes frits (courgettes, potiron, poivrons, pommes de terre, etc.), de foie et d'œufs frits coupés en morceaux et assaisonnés d'huile d'olive, d'harissa et d'épices (en général de la coriandre et du carvi en poudre) ou d'une sauce tomate relevée d'ail avec des boulettes de viande.
La slatet blankit (en) ou « salade sur canapé » diffère des salades précédentes car ses ingrédients sont accommodés sur des tranches de pain (de préférence rassis) trempées dans une sauce d'harissa diluée dans de l'eau, du jus de citron ou du vinaigre et de l'huile d'olive. On garnit ces tranches de pain d'œufs durs en morceaux, de câpres, de miettes de thon à l'huile, de légumes en saumure et d'olives en morceaux.
La salade de poulpe ou à base d'autres fruits de mer est une spécialité des zones côtières ; les poulpes ou divers fruits de mer comme les seiches ou les calmars sont cuits à l'eau avec un bouquet garni et du sel, pelés si nécessaire et coupés en morceaux ; des oignons verts, des tomates (facultatives), du persil et un assaisonnement à base d'huile d'olive, d'harissa et de jus de citron complète la préparation.
Par ailleurs, les salades où un seul légume prédomine sont nombreuses : radis (avec persil et céleri coupés fins et arrosés de jus de citron et d'huile d'olive), concombres (avec menthe séchée, vinaigre et huile), cœurs d'artichaut crus en rondelles (avec jus de citron, câpres, citrons en saumure coupés fins et huile d'olive) ou blanchis (accommodés avec câpres, huile et jus de citron), de fenouil cru et râpé ou blanchi et coupé en tranches (avec persil, vinaigre et huile), de haricots verts blanchis (avec huile d'olive, ail et vinaigre), de mauve (khobbiza), de pourpier, de pommes de terre, de betteraves bouillis ou encore d'aubergines cuites au four, pelées, écrasées et assaisonnées de coriandre, d'ail, d'harissa, d'huile d'olive et de vinaigre.

### Entrées

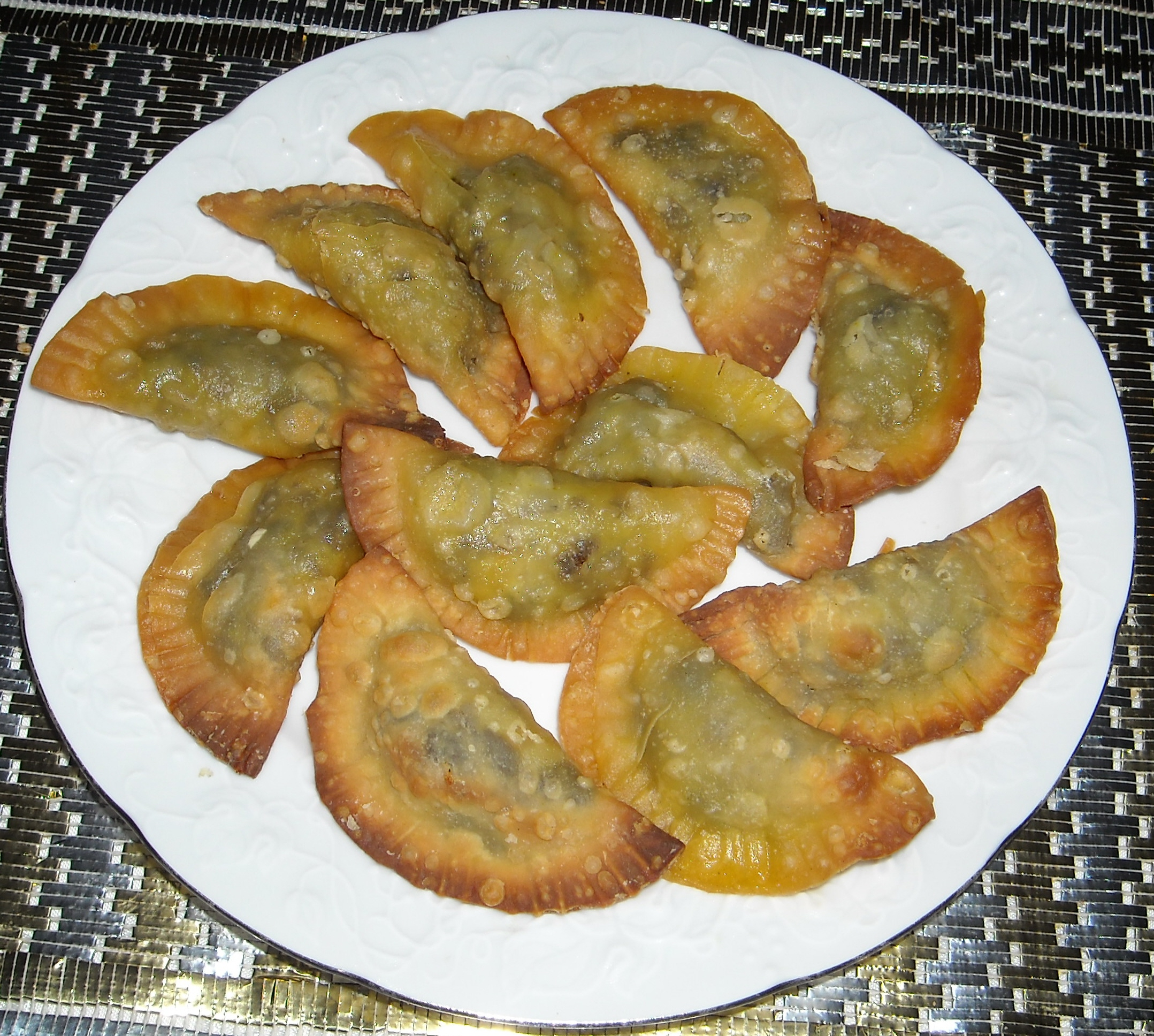
Plat de briket edanouni.

Outre les salades, la cuisine tunisienne compte plusieurs autres entrées dont la plus populaire est certainement la brik, sorte de crêpe très fine, généralement pliée en demi-lune ou en triangle, farcie et frite. La brik contient normalement un œuf (qui doit rester mollet après cuisson), du thon, du persil, des oignons émincés et des pommes de terre bouillies et écrasées. Cependant, la farce varie énormément et, au lieu du thon à l'huile, elle peut comprendre de la viande ou du poisson en miettes, des crevettes ou du fromage. La briket edanouni est quant à elle une sorte de rissole farcie à la viande hachée, au persil et aux oignons émincés, épicés et revenus dans de l'huile.
Les keftas sont des boulettes de viande ou de poisson hachés, auxquelles on ajoute du persil et des oignons (émincés et revenus dans la sauce dans laquelle on a cuit cette viande ou ce poisson) et de l'œuf pour lier le tout ; les keftas sont légèrement aplaties avant d'être frites. Les mbattan (à base de légumes écrasés, épicés, trempés dans l'œuf battu puis roulés dans la farine ou enrobés d'une pastelle[Quoi ?] puis frits) et les beignets de légumes font également partie des entrées. Les b'nadek sont une autre variété de boulettes de viande avec des épices (sans autres ingrédients) cuites dans un mélange moitié huile et moitié eau ; elles sont prêtes lorsque toute l'eau s'est évaporée et qu'il ne reste plus que l'huile pour les dorer à volonté.
Le fricassé, beignet de pâtes à pain frit puis fendu, tartiné d'harissa et farci de thon à l'huile, de câpres et de pommes de terre bouillies coupées en petits morceaux, se prépare parfois à la maison mais il est surtout vendu dans les petites friteries. Les bambalouni et les ftaïr sont également vendus dans les friteries et consommés aussi bien pour le petit déjeuner que pour le goûter.

### Plats

#### Pâtes et couscous

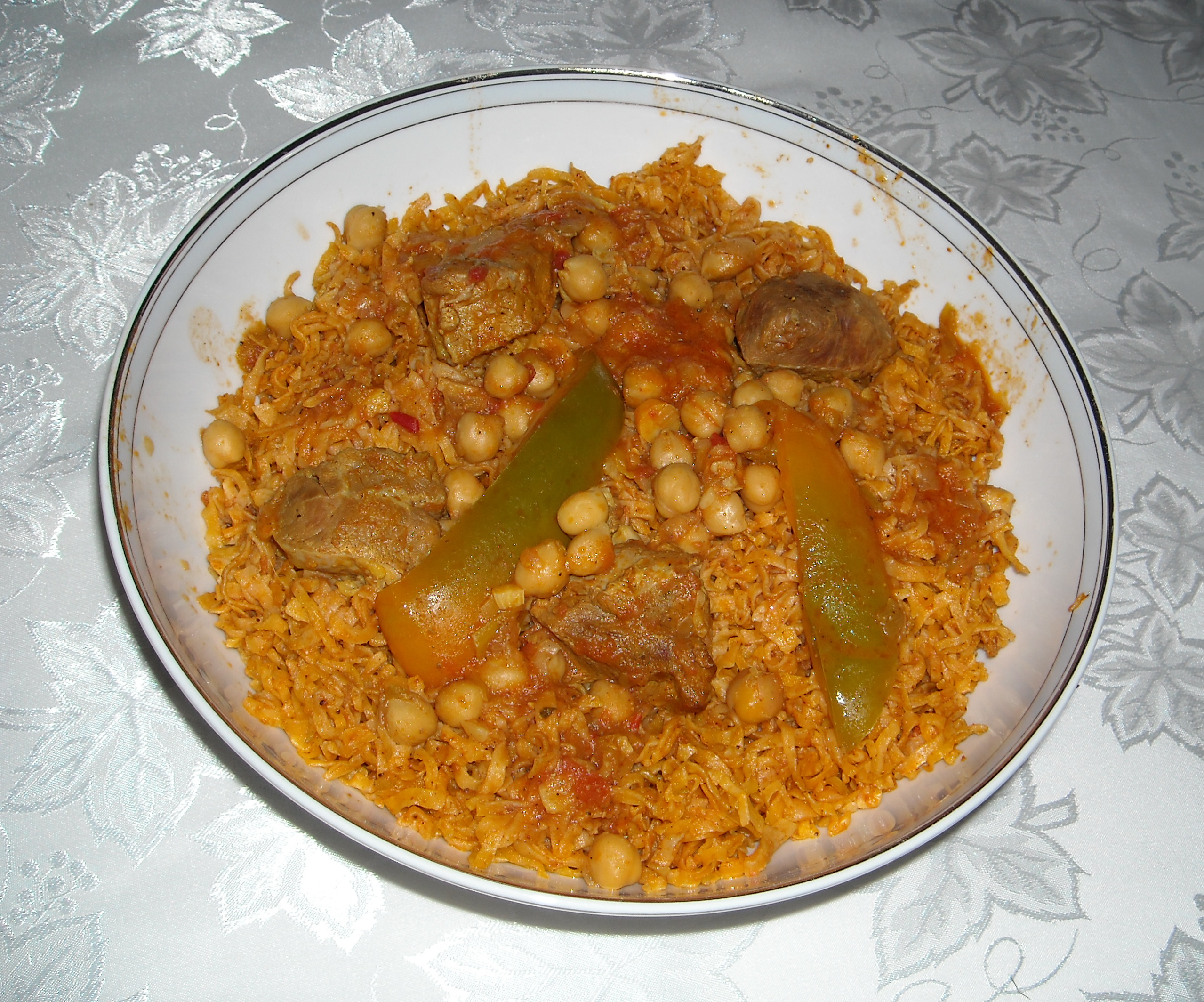
Rechta cuites à la vapeur.

Les pâtes constituent le plat de résistance le plus consommé en Tunisie. Il existe une grande variété de pâtes : des pâtes faites maison comme la rechta (nouilles), les nouacers (pâtes coupées en petits carrés et cuites à la vapeur), les hlalem, les pâtes farcies, la m'hamsa et les pâtes industrielles allant des cheveux d'ange (chiria) aux spaghettis. Les pâtes se consomment en soupe, surtout en hiver, cuites au four ou accommodées avec de la sauce tomate, de la viande, des pois chiches, des poivrons et des épices. Les zones côtières ont leurs propres spécialités de pâtes au poisson et aux fruits de mer.

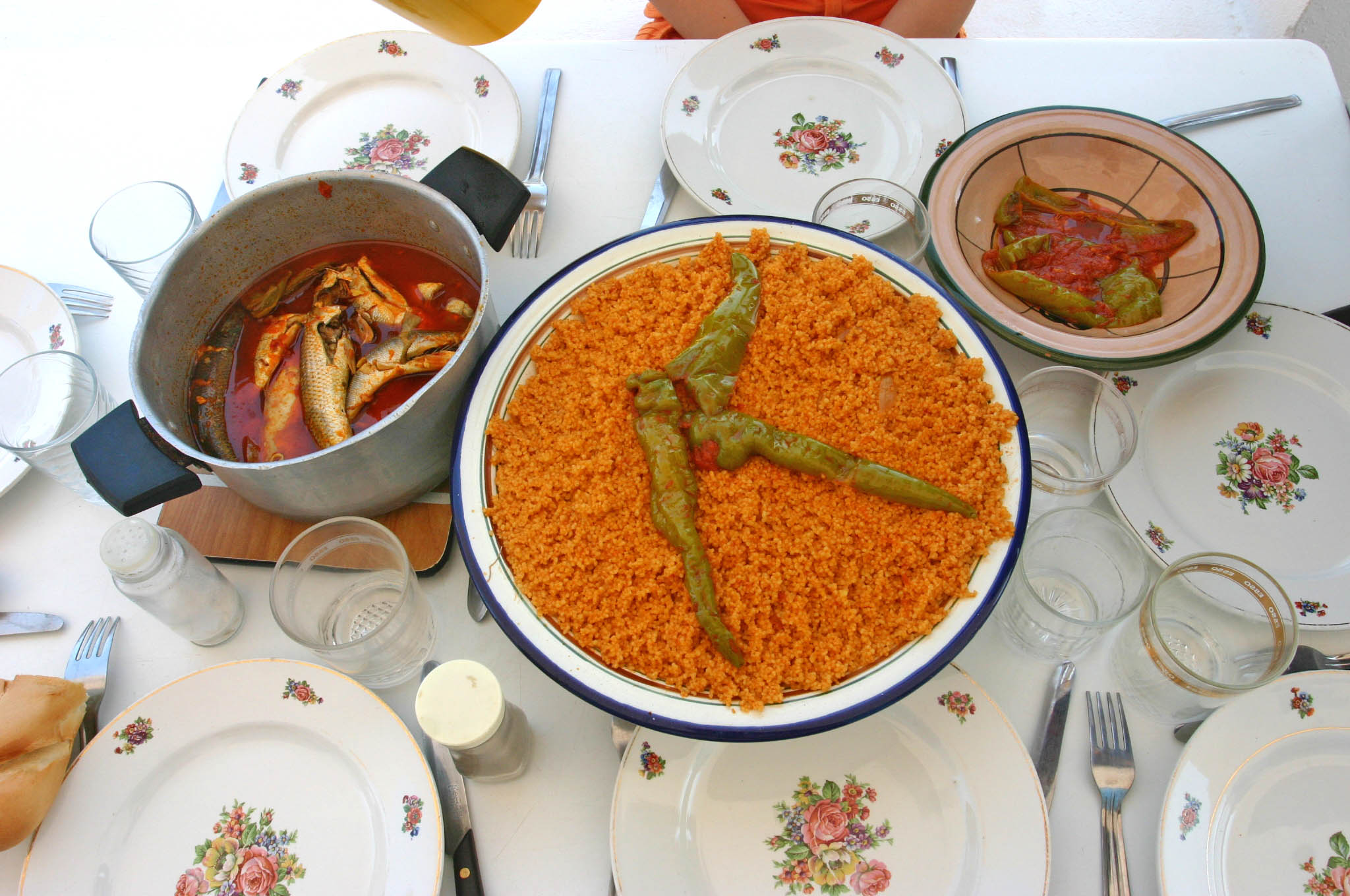
Couscous au poisson des îles Kerkennah.

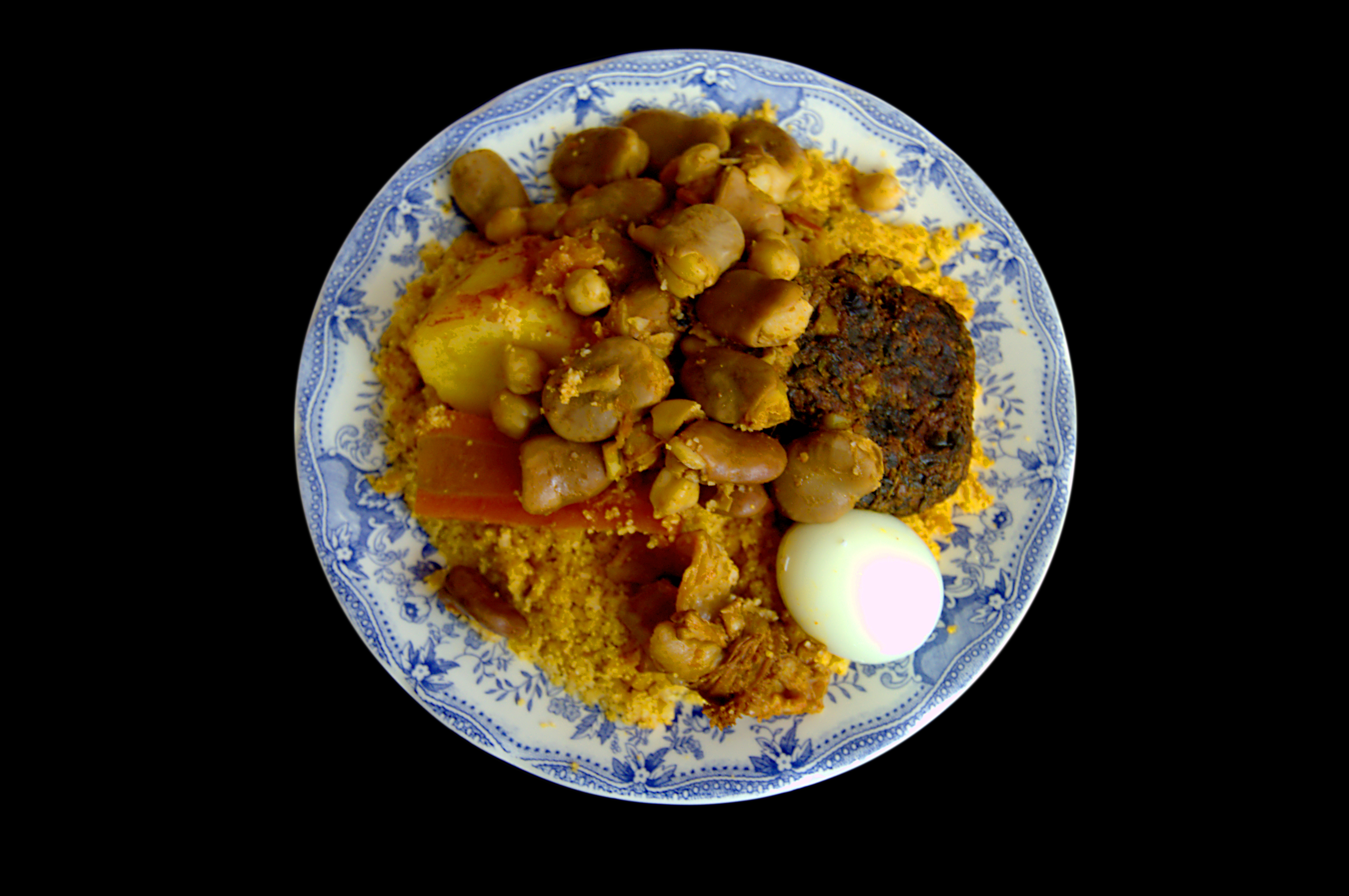
Couscous aux légumes, kadid et chebtya.

Toutefois, le couscous reste le plat traditionnel surtout pour les cérémonies. Plat d'origine berbère diffusé dans tout le Maghreb, il est préparé à base de semoule travaillée et cuite à la vapeur mais dont la préparation varie selon la localité ; une spécialité de Djerba, le couscous djerbien, veut que la viande ou le poisson ainsi que les légumes soient assaisonnés et cuits ensemble à la vapeur.
Pour préparer ce couscous, on utilisait un couscoussier spécial à double niveau, l'un pour cuire la semoule et l'autre pour les légumes et la viande ou le poisson. Mais il existe d'autres variétés de couscous, allant du barkoukech du Jérid tunisien au borzgane du nord-ouest. Le couscous se nomme mesfouf lorsqu'il est préparé d'une façon particulière : le mesfouf du nord du pays est sucré et servi comme entremets alors que le mesfouf de Djerba est salé, accommodé avec de la viande séchée conservée dans l'huile d'olive, des ouzaf et du hrous (poivrons et piments verts concassés et conservés dans du gros sel), ou bien avec des herbes (surtout au printemps) dont les oignons verts, les fanes d'anis ou de fenouil et le yazoul, ou gazoul (ail sauvage). Le couscous au poisson, au poulpe, voire aux calmars farcis, sont des spécialités de certaines localités maritimes comme Sfax, Gabès, Djerba ou les îles Kerkennah ; la semoule utilisée pour ce genre de couscous est très fine et généralement travaillée juste avant la cuisson ; on n'utilise pas de pois chiches et peu de légumes (poivrons et navets, éventuellement des pommes de terre) pour le couscous au poisson qui exige cependant du cumin, des oignons, de la tomate et beaucoup d'ail. Le couscous aux tripes et boyaux farcis (osban) est pour sa part cuisiné de moins en moins, compte tenu du temps que nécessite sa préparation. Il existe aussi des spécialités régionales de couscous d'orge et de lentilles.
Le riz est également consommé en Tunisie, bien qu'il ne s'agisse pas d'un produit local. Il est généralement accommodé avec de la viande ou du poulet, des pois chiches, de la sauce tomate, des épices et des feuilles de laurier-sauce. Il se prépare également au poisson et aux fruits de mer comme le calmar farci. Le riz djerbien est cuit à la vapeur en même temps que de la viande, du foie et des légumes coupés menus et épicés ; une autre version s'accommode aux fruits de mer, mélangés au riz cru, au persil et aux oignons verts, assaisonnés et cuits à la vapeur.

#### Ragoûts, viandes et poissons

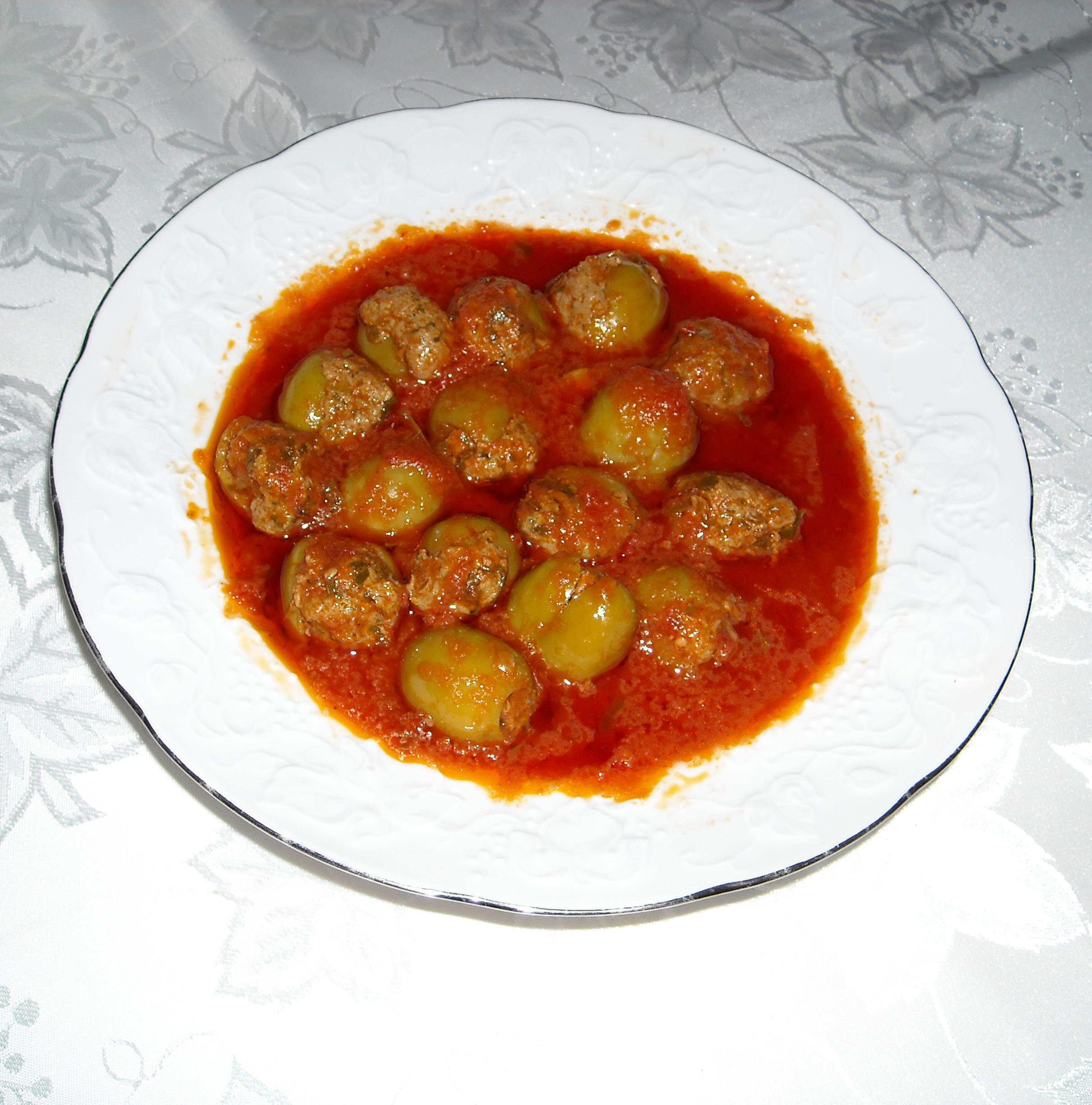
Ragoût d'olives farcies.

Les ragoûts, appelés marqa ou morga selon les régions, sont nombreux — plus de 70 sont répertoriés dans le livre de Mohamed Kouki sans compter les spécialités régionales et ethniques — et leur composition dépend des produits de la saison. Ils peuvent être préparés avec de la viande, du poulet, des abats, du poisson ou des fruits de mer. La formule de base est de faire revenir des oignons émincés, de la tomate (fraîche ou concentrée), de la viande ou du poulet dans un peu d'huile, d'ajouter des épices, un peu d'eau et de laisser cuire à feu doux ; les légumes choisis sont ajoutés à la sauce en fonction de leur temps de cuisson et de la cuisson de la viande. Certains ragoûts s'accommodent également avec des câpres, des légumes en saumure, des coings, des pruneaux, etc.
Les viandes et poissons rôtis ou grillés se préparent au four ou sur un feu au charbon ; ils sont généralement marinés avec les épices par avance. On utilise généralement de l'ail, du safran et de la cannelle pour les viandes et le poulet, de l'ail, du cumin et du citron pour le poisson. La market jelbana est un ragoût à base de sauce tomate, d'oignons, de petits pois et de viande ou de poulet. Toutefois, elle peut aussi se préparer sans tomates et avec du safran ou du curcuma. On peut également mélanger petits pois et artichauts ou carottes. Généralement, ce sont les légumes de saison qui sont utilisés et, au printemps, la jelbana est souvent cuisinée à la viande d'agneau. Le mosli est un plat cuit au four ou sur les braises (dans un four palestinien), le plus souvent à base de gigot ou d'épaule d'agneau assaisonnés de safran ou, le cas échéant, de curcuma, de poivre, de sel et d'huile d'olive.
La viande de veau peut également être utilisée et le plat peut être accompagné de coings, de pruneaux, de pommes ou de pommes de terre cuites avec la viande. Les merguez sont généralement confectionnées avec de la viande de mouton ou de bœuf additionnée d'épices, de menthe séchée et réduite en poudre et d'ail. Elles se consomment fraîches (grillées, sautées ou mijotées en sauce) ou séchées, cuites dans de l'huile et conservées dans celle-ci. Cependant, il existe d'autres variétés de merguez comme les merguez au foie ou aux tripes.

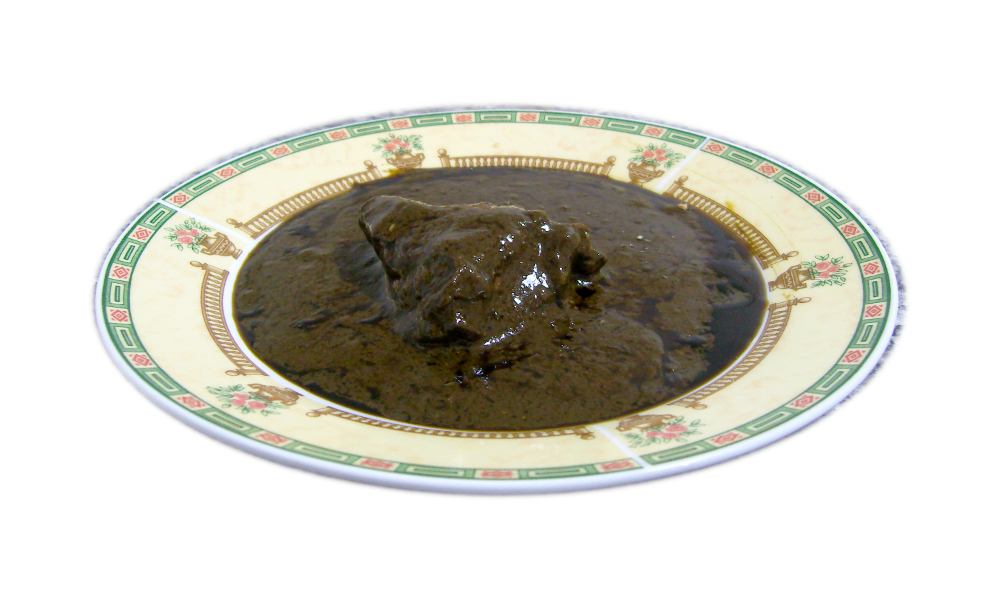
Plat de mloukhiya.

La mloukhiya est un ragoût à base de feuilles de corète potagère séchées et moulues finement, le plus souvent mélangées à de l'huile d'olive à froid et versées dans de l'eau bouillante. Cuite pendant plusieurs heures, elle est complétée de viande de jeune dromadaire, de bœuf voire de tripes et assaisonnée d'oignon émincé, de concentré de tomate, d'ail, de poudre de coriandre et de carvi, de piment, de feuilles de laurier-sauce, de sel et de poivre. Le plat est souvent agrémenté de menthe séchée en poudre ou d'écorce d'orange séchée et moulue. Cette sauce épaisse, tout comme la majorité des ragoûts, se déguste avec du pain frais.
Le mermez, le tajine merguez, la loubia, le mderbel, le hraimi au poisson et la market batata font également partie de la longue liste de ragoûts que connaît la cuisine tunisienne. Ceux-ci varient selon les ingrédients utilisés, qui dépendent à leur tour de la région, de la saison mais aussi des habitudes familiales. La kamounia est un ragoût préparé à partir d'abats de mouton (mou, cœur ou foie), d'huile, d'oignons, de tomates, de poivre, de cumin, de coriandre, de paprika et de sel. Le mou est blanchi à l'avance avant d'être cuit en morceaux avec les autres ingrédients.
La chmenka, ragoût de tripes de mouton ou de veau, se prépare de façon similaire avec les ingrédients suivants : tripes, huile, oignons, persil, purée de tomates, harissa, poivre, paprika et coriandre. La methawma est un ragoût à base de langue ou de tête de veau préparé avec de l'huile, de la tomate, des poivrons, de l'oignon, de l'ail, de l'harissa, du poivre, du paprika, de la coriandre, du sel et du vinaigre ajouté juste avant de servir. La tfina, madfouna ou pkaïla, spécialité juive dont il existe plusieurs recettes selon la région, est un ragoût de blettes avec de la viande (pieds, queue et tête de veau en morceaux) accompagnée de haricots blancs, d'ail, de poivre et de sel. Les blettes sont d'abord blanchies et égouttées puis cuites dans de l'huile avant d'y ajouter les morceaux de viande, les haricots trempés d'avance et les condiments.
La qlaya, dont il existe plusieurs recettes, se réalise avec de la viande (foie, cœur, rognons et graisse de mouton) revenue dans de l'huile avec du poivre, du sel et du safran auquel est ajouté du persil haché en fin de cuisson et du jus de citron avant de servir. Le plat peut se préparer avec de la viande uniquement ou être accompagné d'harissa.
Le poisson au four est un plat préparé de préférence à partir d'espèces de taille moyenne (loup, daurade, mérou, etc.) accompagnées d'ail, d'oignons et de pommes de terre, le tout assaisonné d'huile d'olive, de poivre, de sel et d'un peu de cumin. Le poisson est aussi consommé en sauce (sauce tomate avec des oignons, de l'ail, du cumin, du sel et du poivre, le tout arrosé de jus de citron au moment de consommer), frit et accompagné de légumes frits et d'œufs au plat ou grillé et assaisonné d'ail, de cumin, de jus de citron, d'huile d'olive, de sel, de poivre et d'harissa ; il est alors accompagné de salade méchouia ou de tastira.

#### Divers
Les tajines et les maâkoudas — plus de quarante sont répertoriés dans le livre de Mohamed Kouki sans compter les spécialités régionales et ethniques — sont des préparations cuites au four et mangées chaudes ou froides.

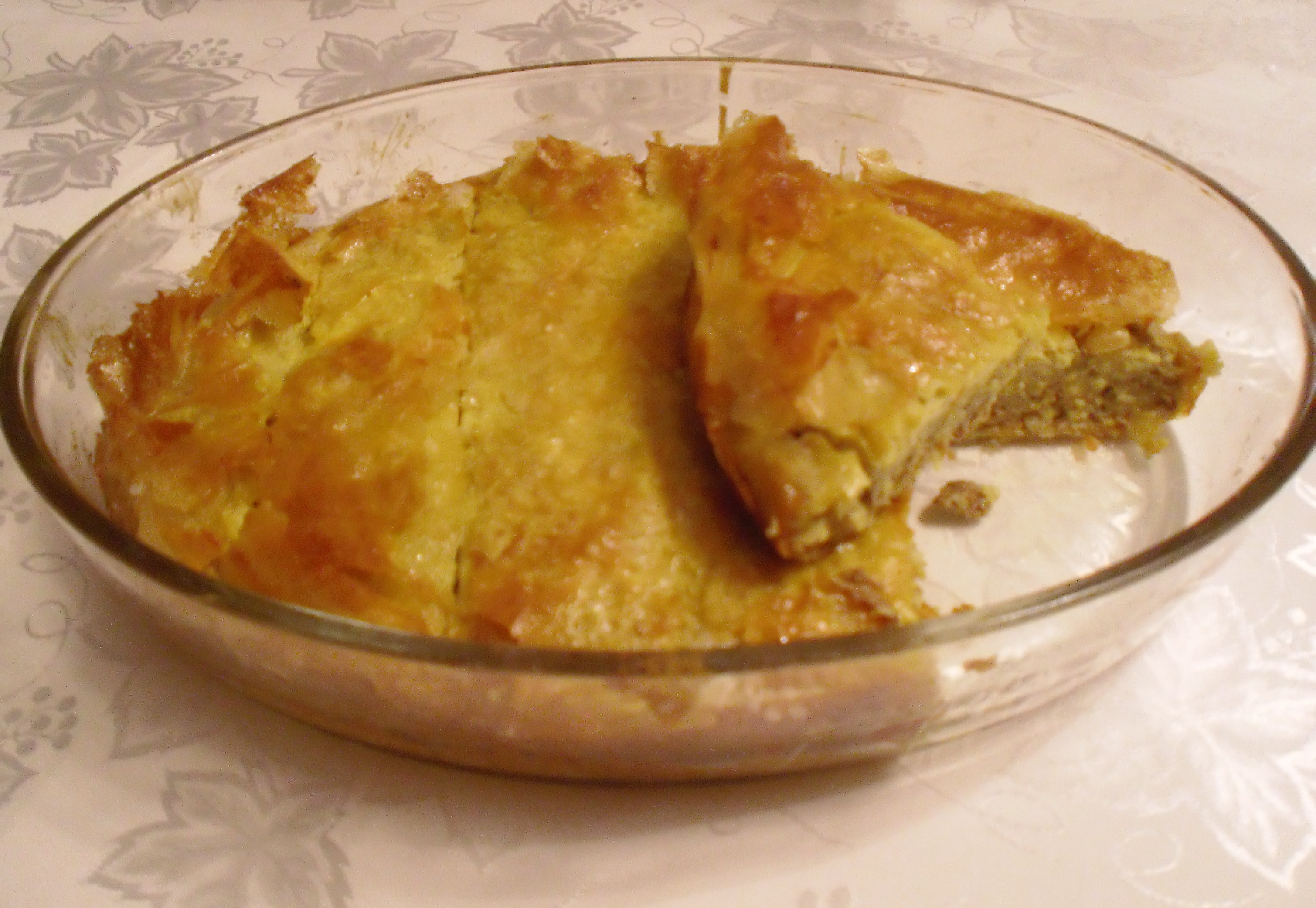
Tranches de tajine malsouka.

Le tajine tunisien est très différent du tajine algérien et marocain ; il s'agit d'un genre d'omelette épaisse, cuite au four et préparée à base de viande cuite d'avance dans une sauce (puis réutilisée dans le tajine) et de légumes, de fromage râpé ou émincé et d'œufs. Le tajine se prépare aussi avec des haricots blancs cuits dans de la sauce tomate et la viande (tajine au fromage), des épinards, des petits pois, etc. Il est également possible de tapisser le plat de cuisson du tajine et de couvrir complètement la préparation de feuilles de briks (tajine malsouka) ou d'une couche fine de pâte sablée (tajine warka). Pour les maâkoudas, on n'utilise pas de sauce tomate ; la menina est une spécialité juive qui fait partie des maâkoudas et qui est préparée essentiellement à partir d'œufs et de poulet cuits d'avance dans du bouillon.
Les légumes farcis — de viande hachée et épicée, de persil et d'oignon émincés et de chapelure, le tout lié avec un œuf battu et cuit au four ou frit — sont considérés aussi bien comme une entrée que comme un plat principal. Le légume le plus communément farci est le poivron, mais on farcit aussi la tomate, la courgette, l'aubergine, la pomme de terre, l'oignon, les feuilles de choux, etc. Les épices les plus utilisées dans ce cas sont la coriandre, le carvi, le poivre et le piment.

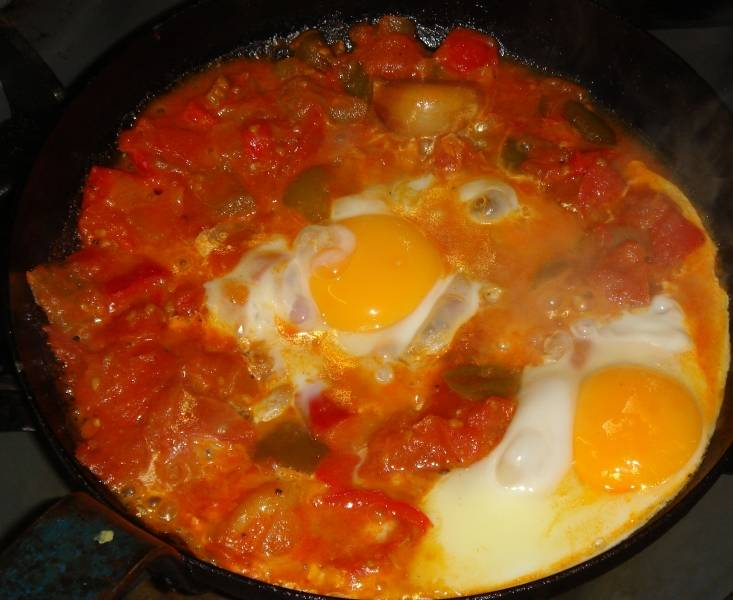
Chakchouka dans une poêle.

La chakchouka est un plat qui se prépare avec de la tomate et de l'oignon revenus dans de l'huile d'olive, de l'ail, des épices (souvent du poivre, du paprika, de la coriandre et du carvi en poudre), un légume principal (comme le poivron ou la courgette), des pommes de terre et des œufs mollets. La chakchouka djerbienne se prépare avec de la viande séchée conservée dans l'huile et des ouzaf.

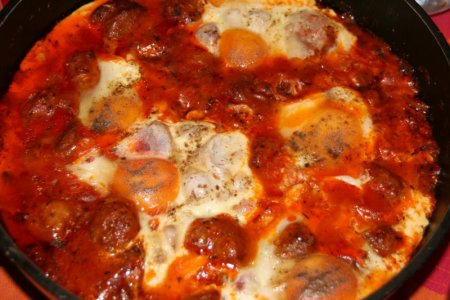
Ojja dans une poêle.

Assez proche de la chakchouka, la ojja est un plat préparé à base de tomates cuites dans de l'huile, de l'ail, de la poudre de grains de carvi, de l'harissa ou du paprika. Des poivrons en petits morceaux sont ajoutés à la sauce, de même que des œufs brouillés. Elle peut se préparer avec des boulettes de viande, de la viande en conserve, des merguez, de la cervelle ou des crevettes, que l'on fait revenir dans l'huile avant d'ajouter les tomates. Contrairement à la chakchouka, la ojja se prépare sans oignon et s'aromatise exclusivement avec de la poudre de graines de carvi (sans coriandre).
Par ailleurs, elle ne se cuisine qu'avec de la tomate et du poivron alors que la chakchouka peut se cuisiner avec de la courgette, de la pomme de terre et d'autres légumes.

### Entremets et desserts
Traditionnellement, les desserts ne sont pas servis à la fin des repas, mais entre ces derniers, tout au long de la journée ou au cours de la soirée, même si les habitudes changent, un dessert étant de plus en plus souvent servi à la fin du repas.

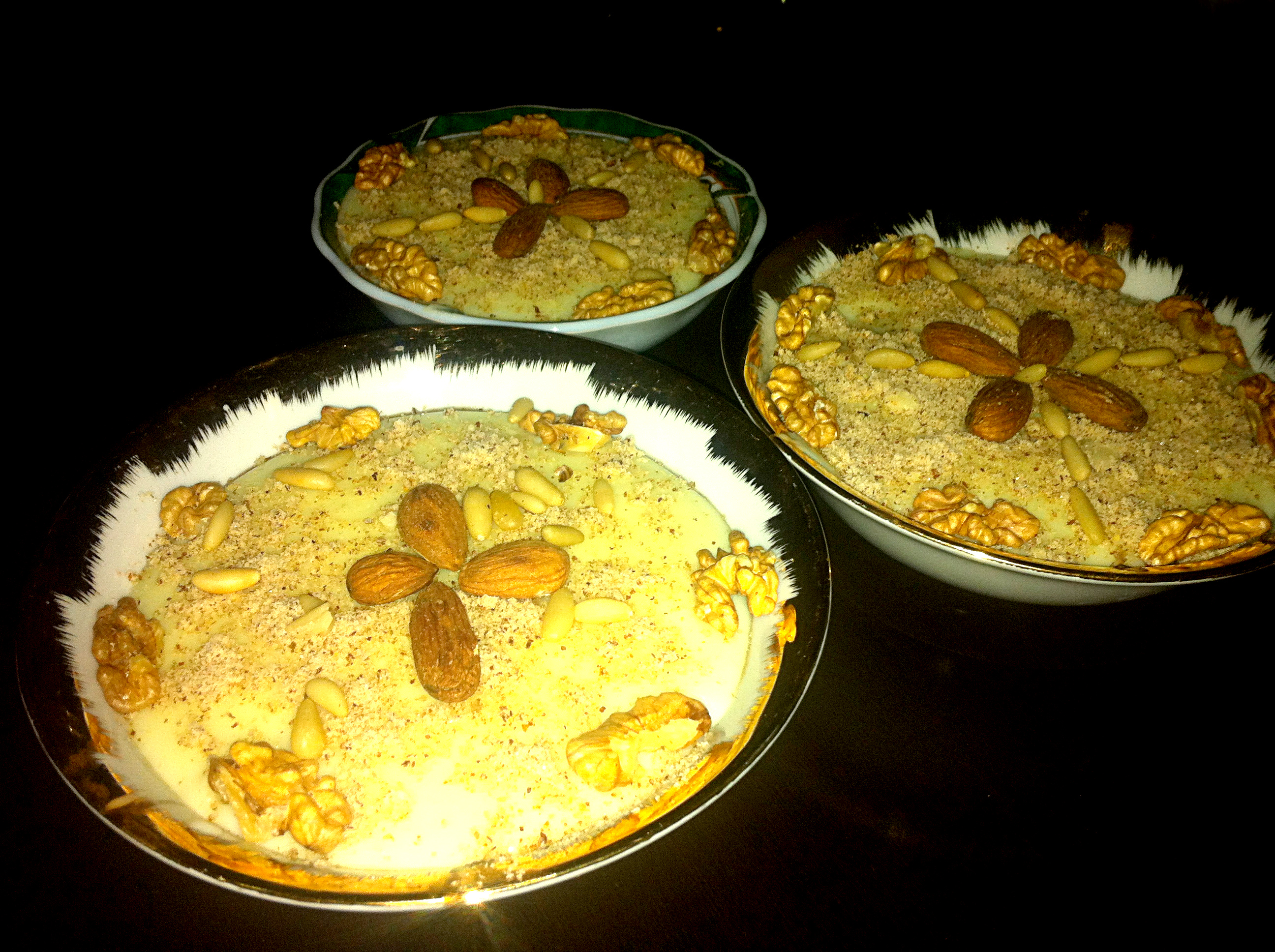
Bols d'assidat zgougou.

Certains entremets ne sont pas servis après un repas car ils ont assez consistants. Il en est ainsi de l'assida, bouillie épaisse de semoule et/ou de farine de blé servie avec du beurre fondu ou du smen, et du miel ou du sucre (assida turki) ; elle est consommée surtout pour le shour (repas pris avant l'aube) pendant le ramadan. L'assida boufriwa (assida de noisettes) et l'assidat zgougou sont quant à elles préparées surtout à l'occasion des cérémonies et des fêtes comme celle du Mouled. Il existe également la madmouja, préparée avec de la pâte feuilletée fourrée aux dattes et arrosée de sirop de sucre parfumé à l'eau distillée de géranium, et la mahkouka à base de semoule de blé fourrée aux dattes et arrosée à l'eau distillée de géranium. Le mesfouf est quant à lui un entremets qui se prépare selon plusieurs recettes, dont la rfissa avec de la semoule de blé fine, travaillée et cuite à la vapeur, des raisins frais ou secs, des fruits secs, des dattes, des oranges confites, du lait, etc. D'autres entremets sont réalisés à base de crème, avec ou sans œufs, comme la mhalbiya (sorte de riz au lait avec sucre et eau de rose), la krima aux fruits secs (pistaches, pignons, amandes et noisettes), la zriga (crème fourrée de malsouka farcie de fruits secs et de sucre aromatisés à l'eau distillée de rose ou de géranium) ou encore les crèmes à base de farine de sorgo (sohlob au lait, bouza aux fruits secs, etc.).

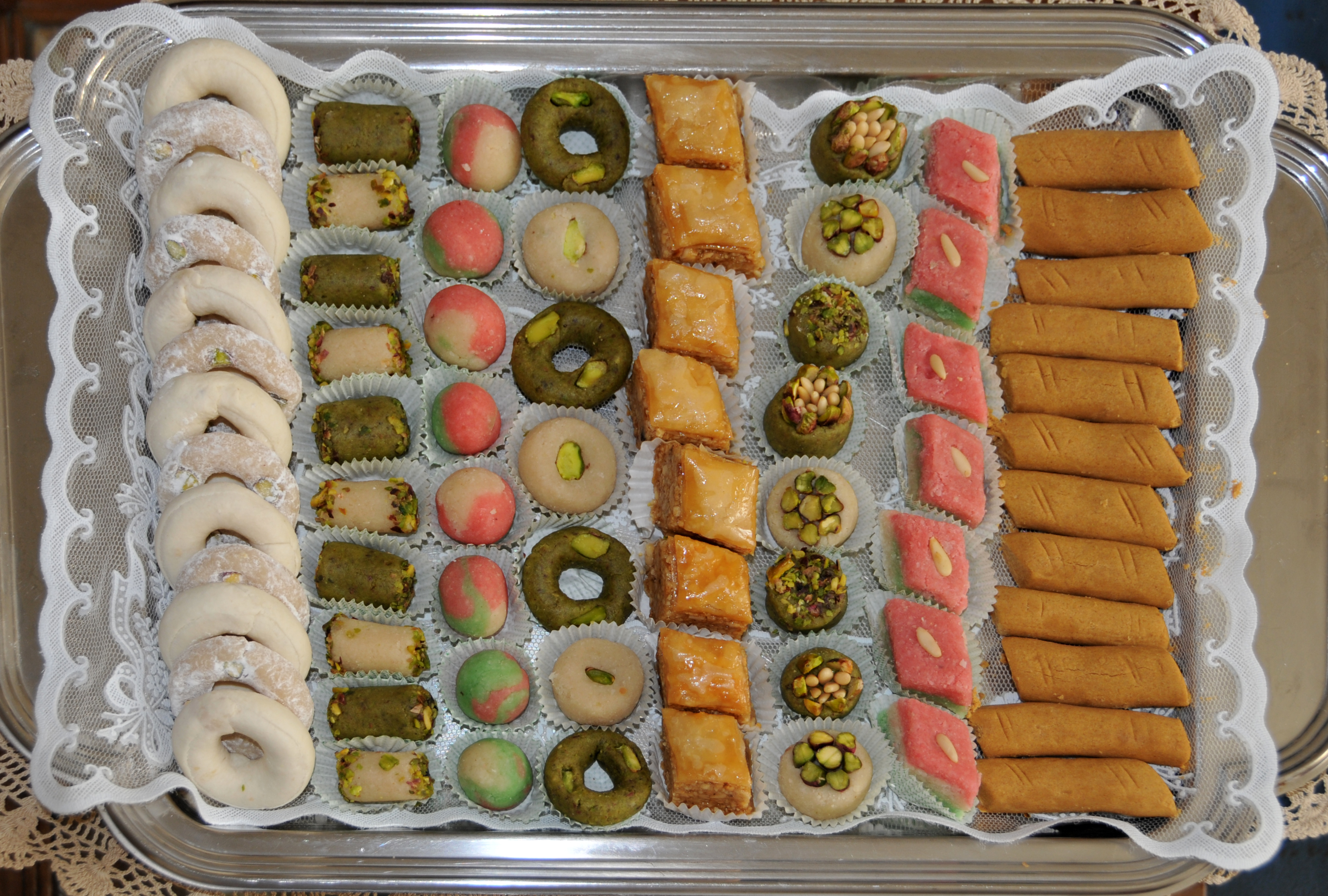
Assortiment de pâtisseries.

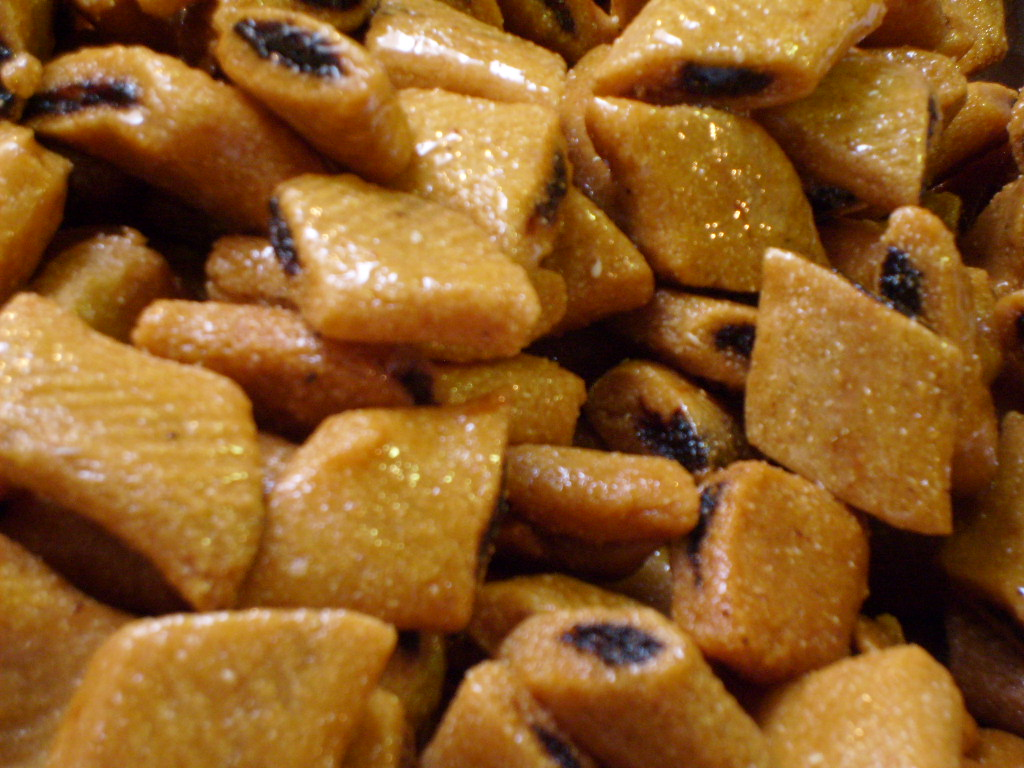
Makroud aux dattes.

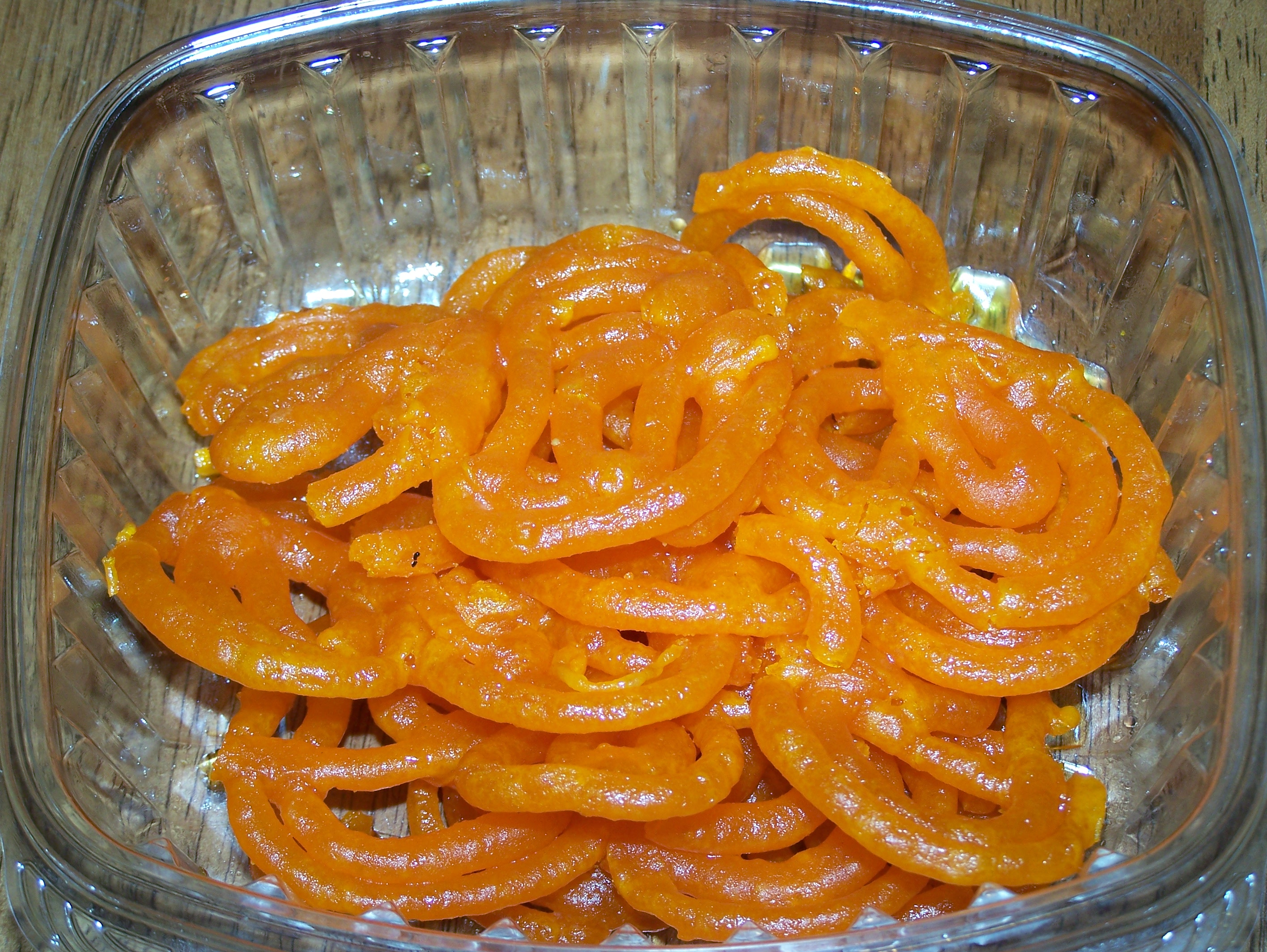
Zlabia.

La baklawa est le gâteau des cérémonies par excellence : rares sont les mariages ou autres festivités importantes qui se font sans baklawa, surtout dans les milieux urbains. Sa préparation est laborieuse et nécessite souvent le concours de plusieurs personnes. En effet, il s'agit de préparer plusieurs couches de pâte feuilletée très minces et étirées une à une par deux, trois ou quatre personnes selon la taille du moule. Une farce d'amandes et/ou autres fruits secs (pistaches, noisettes, etc.) en poudre et de sucre, arrosée d'eau de rose, est placée sur une première couche de feuilles de pâte et recouverte d'une série d'autres feuilles. Le tout est ensuite découpé en petits losanges et envoyé à cuire chez le boulanger. À la sortie du four, du sirop de sucre aromatisé est versé sur la préparation encore chaude.
La ghraïba est une variété de petits gâteaux confectionnés à base de pâte sablée. Ils varient selon la farine ou la semoule de base utilisée : farine de blé, de sorgo, de pois chiches ou semoule de blé. Des fruits secs concassés ou des graines de sésame peuvent être ajoutés au mélange. Comme elle se conserve bien, la ghraïba préparée en grande quantité est généralement envoyée à cuire dans le four du boulanger local.
Le makroud est un gâteau frit et arrosé de sirop de sucre, préparé avec de la semoule de blé et de l'huile d'olive, et farci le plus souvent de pâte de dattes ou parfois d'amandes ; les makroud blancs sont cuits au four au lieu d'être frits. Kairouan est la ville de Tunisie célèbre pour ce type de pâtisserie. Les makroud préparés par les Juifs tunisiens sont légèrement plus gros et la pâte est proportionnellement plus épaisse par rapport à la farce. Ce gâteau se fait souvent à domicile mais il est également préparé par le vendeur traditionnel de beignets et de zlabia (ftairi). La zlabia et les mkharek sont des gâteaux traditionnels imbibés de sirop de sucre ; leur pâte est presque la même (une pâte levée très légère qui absorbe le sirop de sucre), mais ils se présentent sous des formes et des couleurs différentes.
La bjawia est un entremets préparé à partir de semoule de blé bien roussie au four ou dans une poêle, mélangée à un sirop de sucre épais auquel est ajouté du jus de citron, de l'eau de géranium et des pois chiches grillés ; le tout est égalisé, refroidi et coupé en tranches. De même, les « oreilles du juge », appelés aussi debla, sont des gâteaux très légers qui se préparent grâce à une pâte étalée en une couche très mince, découpée en bandes d'environ vingt centimètres de long et trois à quatre centimètres de large ; celles-ci sont enroulées une à une sur une fourchette et frites dans de l'huile ; une fois égouttées, elles sont trempées dans du sirop de sucre encore chaud et aromatisé au jus de citron. Des graines de sésame viennent saupoudrer le tout qui est égoutté à nouveau pour éviter que le sirop de sucre ne se dépose sur le fond.
La samsa est un gâteau confectionné à partir de feuille de malsouka (pâte à brik) farcie d'un mélange de sésame ou d'amandes en poudre et de sucre, aromatisé à l'eau de rose ou de géranium ; la feuille est pliée en petits triangles et frite ou parfois cuite au four et trempée dans du sirop de sucre.
Le mahchi Tataouine, aussi appelé garn ghzel, est une pâtisserie traditionnelle de la ville de Tataouine en forme de petites cornes allongées, composées d'une pâte farcie d'amandes concassées puis frites dans l'huile et trempée dans du miel ou sirop de sucre. 
La bouza est un dessert ou entremets réalisé à base de farine ou de graines de sorgo moulues et pressées ainsi que de fruits secs moulus cuits avec du lait et du sucre et aromatisés à l'eau de rose ou de fleur de géranium. La bouza se consomme semi-liquide, encore tiède et saupoudrée de graines de sésame ou de fruits secs concassés. Elle se prépare surtout pendant le mois de ramadan. Le sohlob ou sahlab, proche de la bouza, se prépare avec de la farine de sorgo, sans fruits secs, et se consomme surtout au petit déjeuner.
Le kâak existe dans une grande variété d'ingrédients (amandes, pistaches, noisettes, etc.) ; la version la plus simple, appelée aussi bachkoutou, se prépare avec de la farine, des œufs, du sucre, de l'huile, de la levure, de l'eau de fleur d'oranger et une pincée de sel. Ces kâak peuvent se conserver pendant plusieurs mois et sont souvent consommés au déjeuner. Le terme bachkoutou est aussi utilisé pour les gâteaux ressemblant au cake et dérive probablement de l'italien biscotto ayant donné « biscuit » en français.

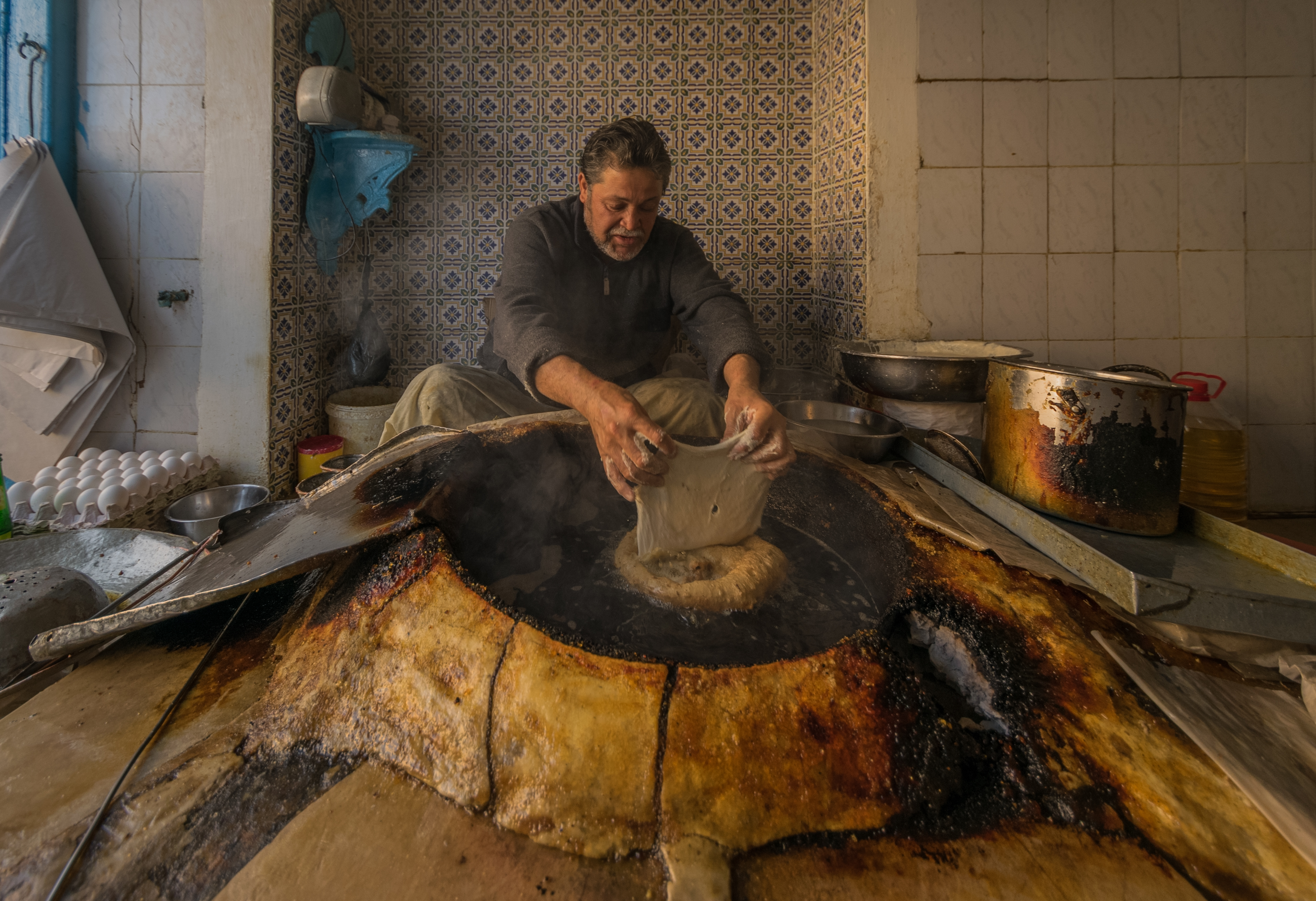
Confection traditionnelle de beignets à Kairouan.

Pour réaliser des beignets de fruits (pommes, poires, bananes, etc.), une pastelle[Quoi ?] à base de farine, d'œuf et de lait est utilisée pour enrober les morceaux de fruits avant de les frire ; ils sont saupoudrés de sucre une fois retirés de l'huile. Ils se consomment de préférence tièdes. Les dattes dénoyautées sont quant à elles farcies avec une pâte faite d'amandes moulues finement, de sucre et d'eau de rose (un colorant alimentaire peut y être ajouté).
Les Tunisiens appellent ktaif une pâtisserie commune à plusieurs pays du Moyen-Orient et appelée kunafa en Égypte, en Syrie ou au Liban. Le mlabes est une autre pâtisserie, connue surtout dans la ville de Sfax, présentée sous forme de petits macarons préparés à base d'amandes. Il existe bien d'autres pâtisseries comme la dawama, la laklouka, la sorra ou encore le vert-blanc-rouge, surnommé aussi « soupir du bey ».

### Bsissa
La bsissa a longtemps été un aliment de base du Tunisien moyen, surtout dans les zones rurales. Il s'agit de farines de céréales grillées, auxquelles sont ajoutées des épices. Elles se consomment mélangées avec de l'huile, de l'eau et du sucre ou du sel selon les cas.
La bsissa la plus commune est la bsissa d'orge que l'on appelle aussi zammita. Cette bsissa est agrémentée de lentilles, de fenugrec, de graines d'anis et d'épices. Elle est le plus souvent salée même si du sucre peut y être ajouté. Elle se consomme liquide (diluée dans un peu d'huile d'olive et de l'eau à volonté), et porte alors le nom de dardoura ; épaisse, elle s'appelle dans ce cas abbouda. L'abbouda est souvent accompagnée de légumes ou de fruits frais (poivron, oignon, grenade, raisin, figues, etc.). Sous sa forme liquide, la bsissa constitue un petit déjeuner ou un goûter également donné aux bébés et aux personnes âgées. Mais la bsissa constitue aussi le repas du travailleur rural (en raison de son caractère économique, nourrissant, facile à conserver et à transporter) ainsi que le dernier repas avant le lever du jour pendant le mois de ramadan.
D'autres variantes existent comme la bsissa de blé, de pois chiche, de sorgo, de fenugrec, etc. Elles se consomment sucrées, souvent avec des dattes ou des figues séchées.
La bsissa se prépare d'avance et se conserve pendant plusieurs mois. On en prépare pour les grands événements comme les mariages, les naissances ou le mois du ramadan. La préparation de la bsissa des mariages est souvent accompagnée de chants de joie et de youyous.

## Boissons

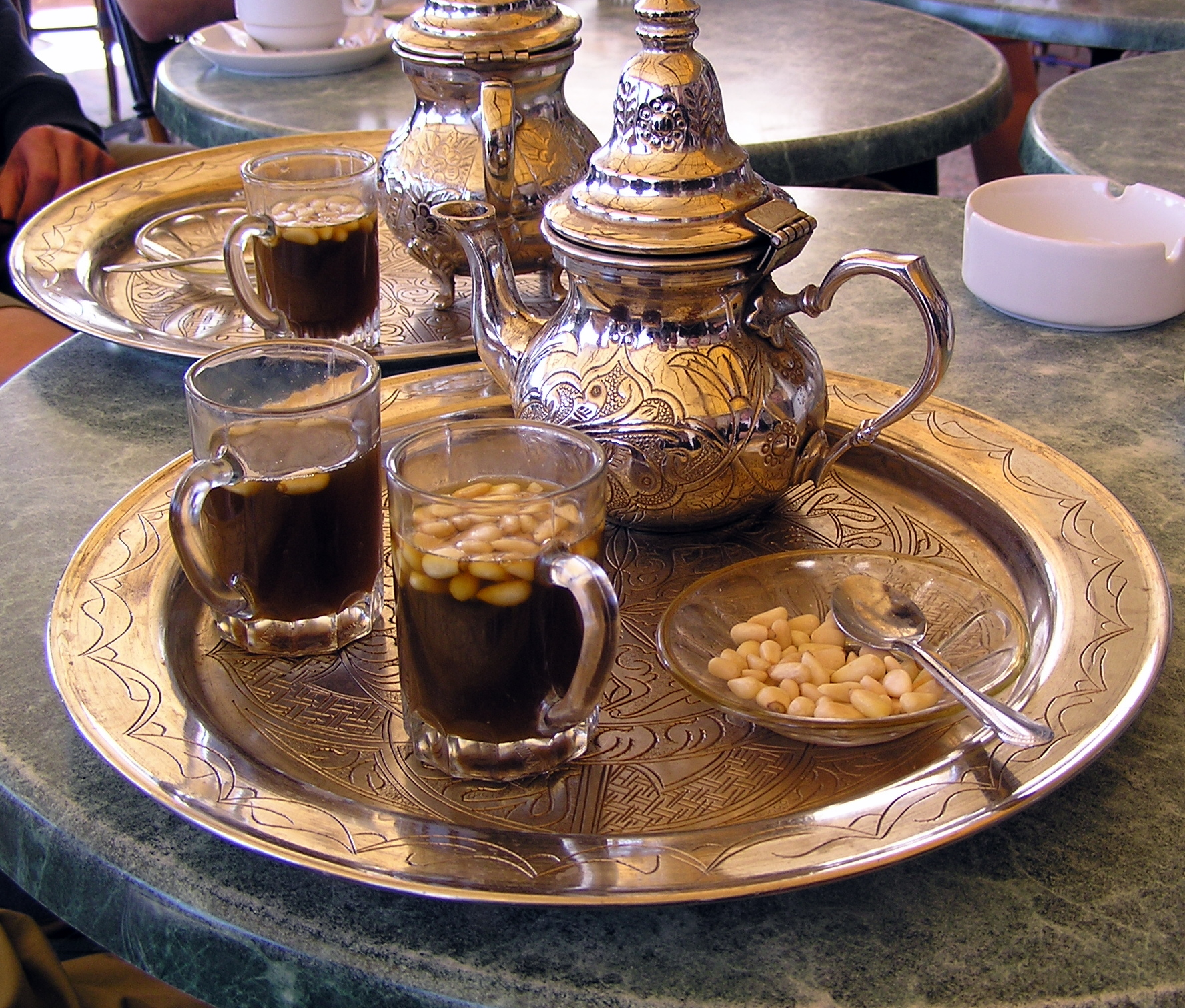
Plateau de thé aux pignons.

La citronnade et le citron pressé sont consommés en abondance pendant les mois d'été. La citronnade se prépare le plus souvent avec le citron entier, écorce comprise, et du sucre. Les jus d'orange, de fraise, de grenade, d'abricot et de pêche sont aussi assez communs dans le pays. La limonade locale, baptisée Boga, est une boisson gazeuse disponible dans quatre variantes au moins : la Boga simple, la Boga Cidre (au caroube), la Boga Lim (citron) et la Boga Menthe. Les sirops sont servis à l'occasion de la plupart des cérémonies ; le sirop d'orgeat est réalisé à base d'amandes douces et amères. Parmi les autres sirops figurent ceux à la rose, à la grenadine, à la menthe, à la pistache et à l'orange.

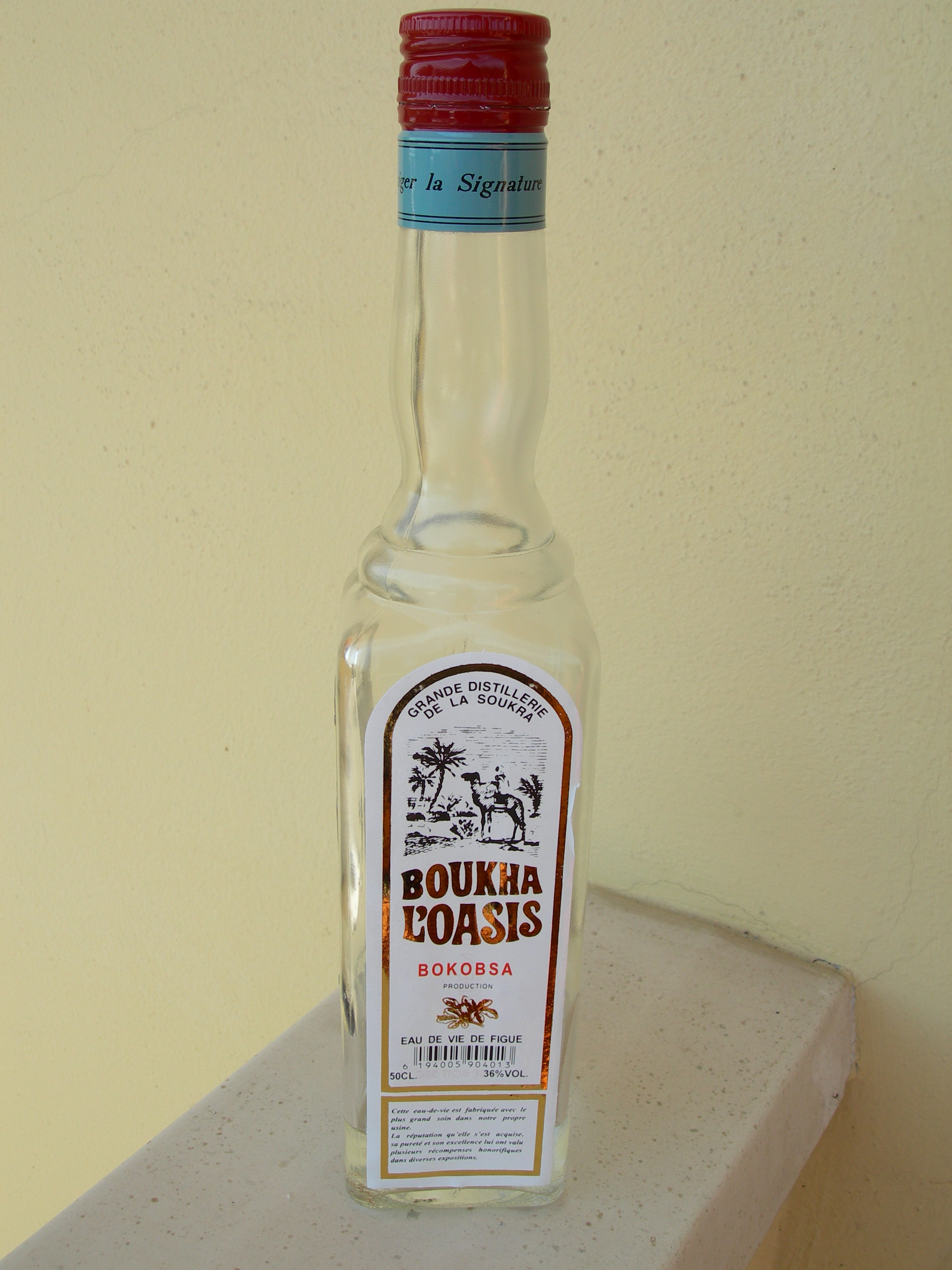
Bouteille de boukha.

Le thé se boit sous plusieurs formes, la plus répandue étant le thé à la menthe ; il peut être accompagné de pignons, d'amandes ou d'arachides grillées. Le thé vert s'aromatise habituellement à la menthe et le thé noir (appelé thé rouge en Tunisie) aux feuilles de géranium.
Le café se boit pour sa part sous ses formes les plus connues (expresso, filtre, etc.) mais le café traditionnel reste le café turc (arbi ou zazoua), souvent aromatisé avec quelques gouttes d'eau de fleur d'oranger. Le laban, lait fermenté, longtemps battu artisanalement dans une outre en peau de chèvre et produit actuellement de façon industrielle, correspond au yaourt et au kéfir liquide. Le legmi est constitué de la sève des palmiers récoltée au lever du jour ; cette boisson est sucrée et se boit comme jus de fruit. Cependant, elle fermente rapidement et devient en l'espace de quelques heures un vin de palme recherché dans certaines localités du pays.
La Tunisie possède sa bière locale baptisée Celtia, disponible aussi bien en bouteille qu'en canette. La boukha est un alcool de figue, généralement assez fort, qui est surtout préparé par les Juifs tunisiens. La cédratine est un alcool d'agrumes produit depuis les époques puniques et romaines, originellement par des moines. La thibarine est un alcool de dattes et un genre de grappa, aromatisée avec des plantes, créée à l'origine par des prêtres chrétiens présents dans le pays. Plusieurs vins sont également produits dans les régions du nord du pays dont certains sont rattachés à diverses AOC.

## Ustensiles et matériel de cuisine

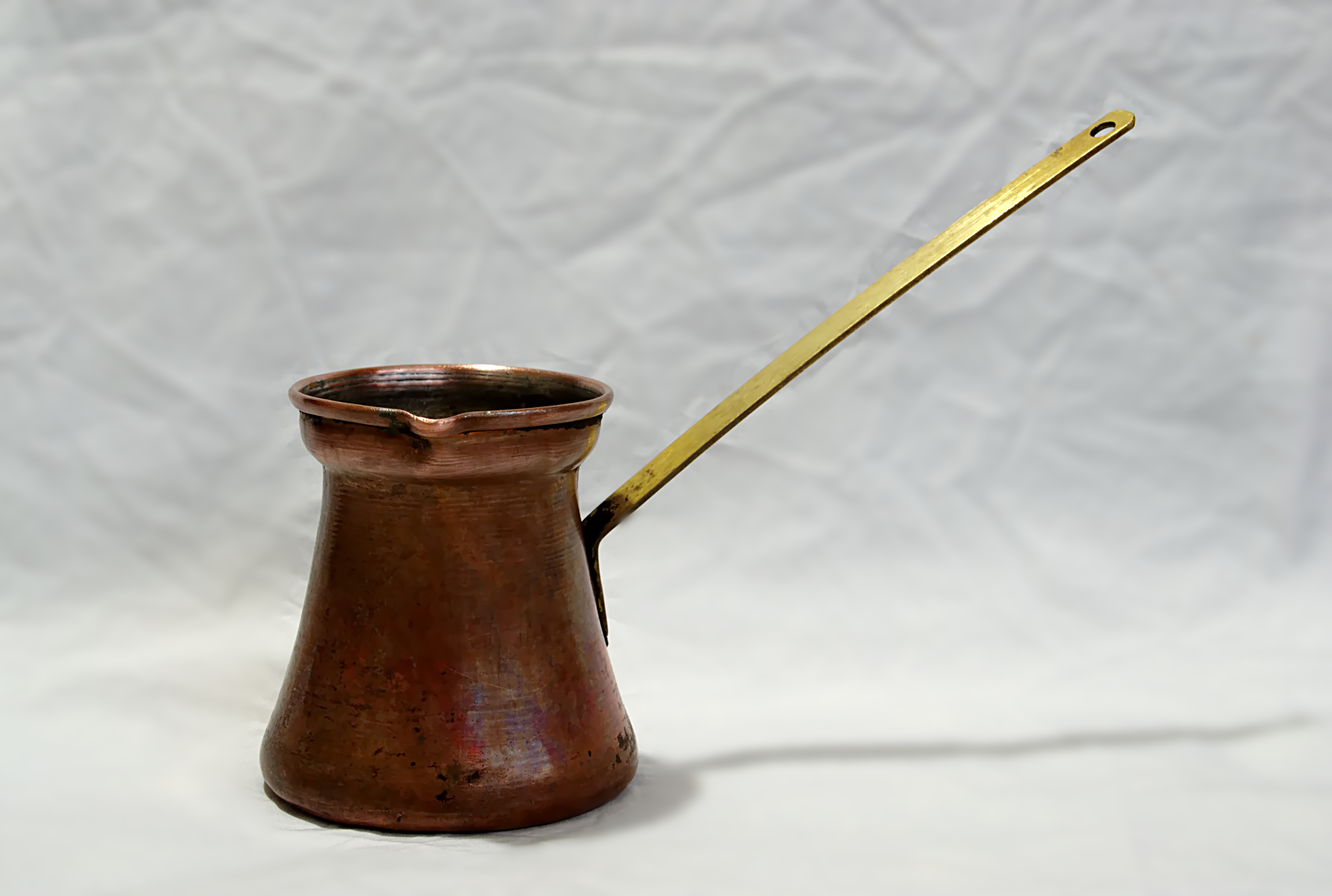
Zazwa, ustensile en cuivre pour la préparation du café turc.

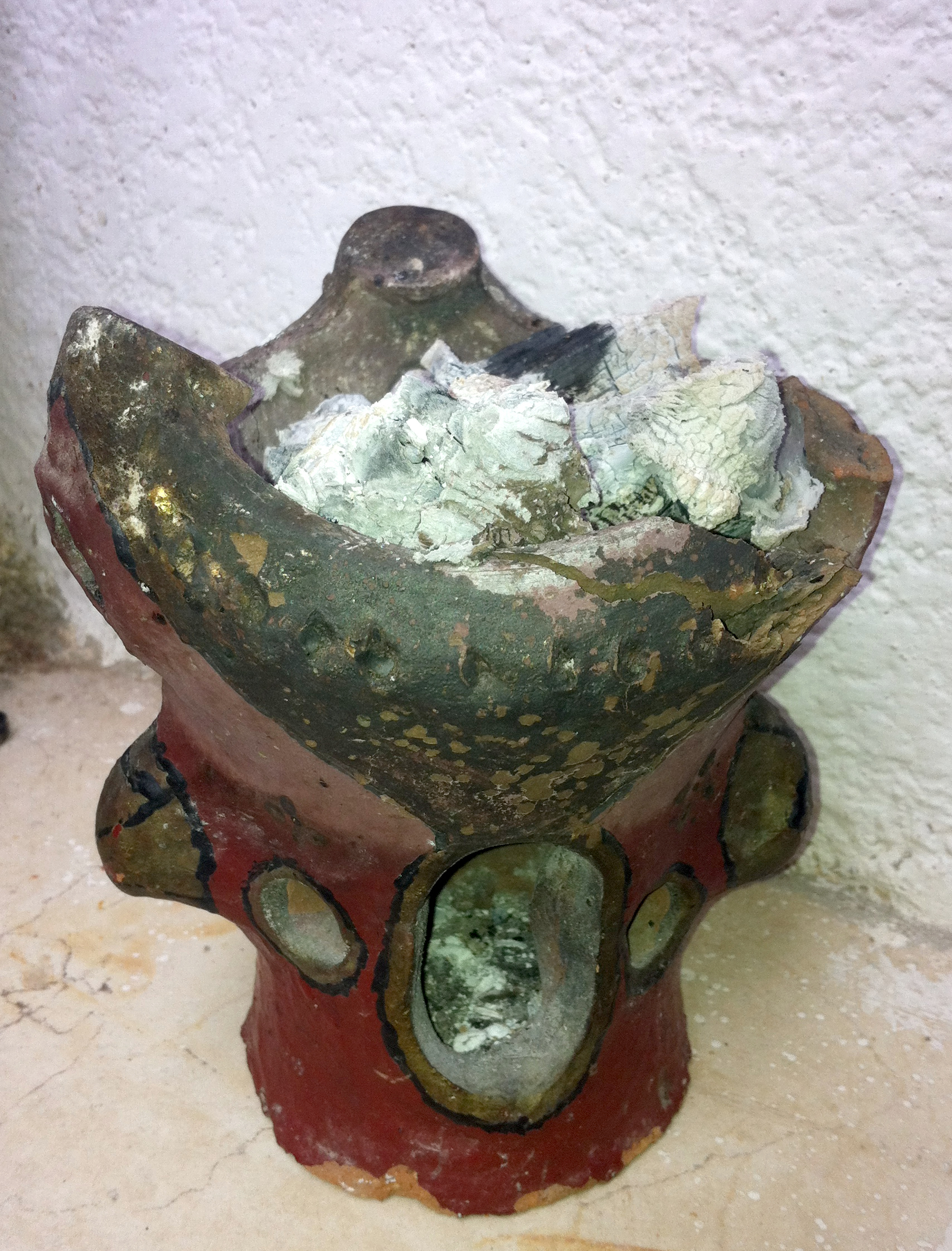
Kanoun contenant du charbon de bois en feu.

Traditionnellement, la cuisine tunisienne se préparait essentiellement au feu de charbon de bois ou au feu de bois car plusieurs plats ont besoin de mijoter durant plusieurs heures. On utilisait le kanoun (fourneau genre brasero le plus souvent en terre cuite) qu'on remplissait de braises sur un fond de sable ou le four traditionnel, appelé tabouna pour cuire notamment le pain, même si ce terme désigne également un foyer de feu de bois que l'on prépare entre trois grosses pierres sur lesquelles on pose la marmite ou tout autre récipient utilisé pour la cuisson.
On utilisait souvent le tamis (ghorbal) et la peau de mouton retournée, pour tamiser céréales moulues et épices, alors que le pilon (mehrass) permettait de réduire notamment l'ail et les épices en pâte.

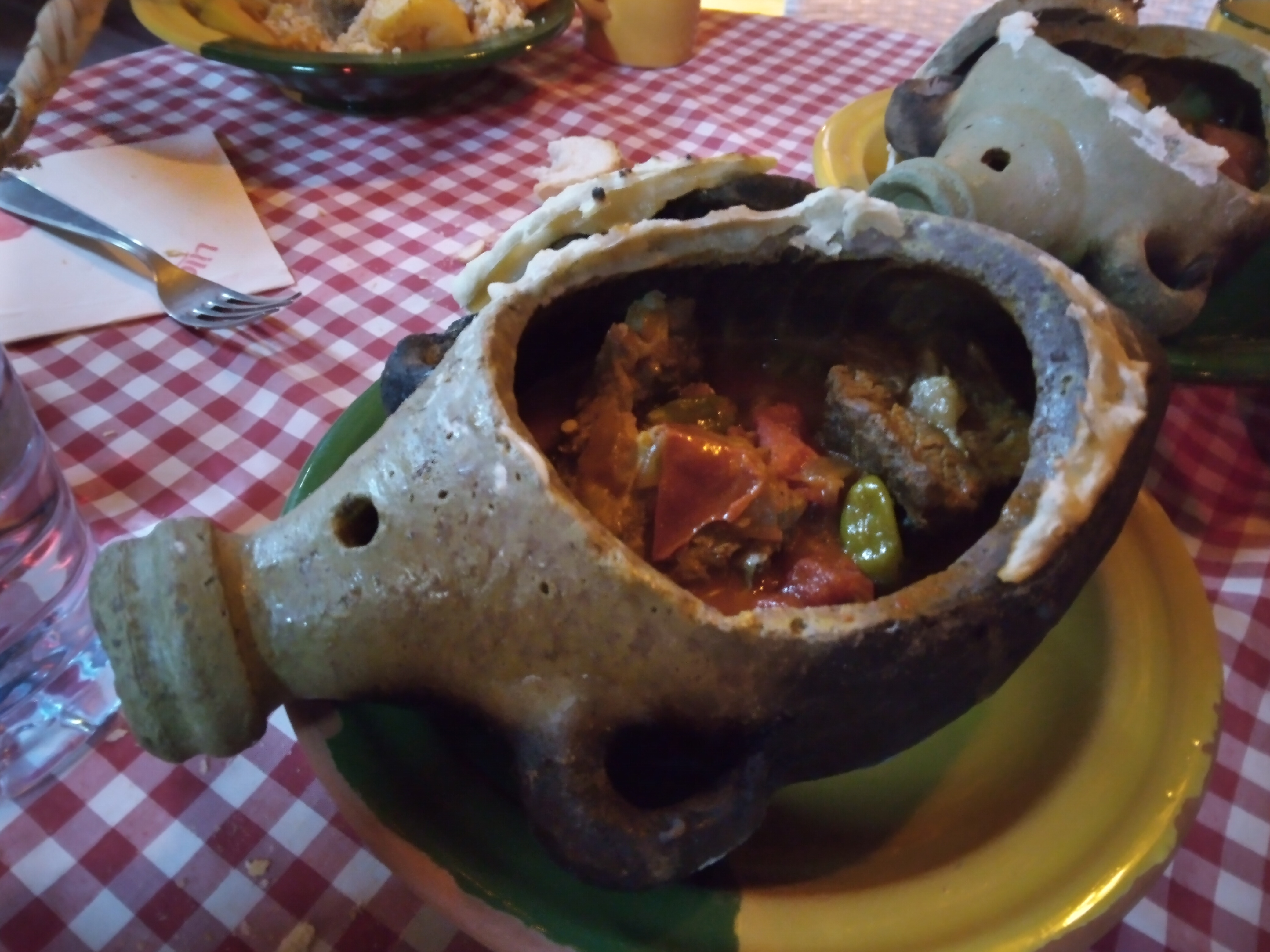
Jarre pour cuisine à l'étouffée avec de la viande de dromadaire et des légumes cuits à la gargoulette (golla), dans un restaurant à Tozeur.

Les récipients de cuisson en terre cuite, voire en céramique, étaient les plus courants, tout comme les récipients en cuivre. L'aluminium puis l'acier inoxydable ont remplacé progressivement ceux-ci alors que les fours et fourneaux à gaz ou électriques sont utilisés de nos jours dans les zones urbaines ; seules quelques campagnes continuent de faire usage des fours et ustensiles traditionnels. Une exception à cette désaffection est, pour des occasions festives et au menu de restaurants, la cuisine à l'étouffée de viandes (en général agneau, moins fréquemment de dromadaire) dans une jarre en terre poreuse improprement appelée « gargoulette » en français (golla en tunisien) accompagnée de légumes et laissé mijotée plus de trois heures.
Les potiers de Nabeul ou de Djerba reproduisent encore les modèles traditionnels de récipients de cuisine et de plats de service ainsi que les bocaux, carafes, tasses, etc.

## Cuisine dans la culture populaire
En Tunisie, la cuisine occupe une place de choix dans la vie quotidienne et dans les cérémonies, qu'elles soient familiales ou religieuses. On s'invite le plus souvent pour manger ensemble et les festivités sont généralement marquées par la présence de plats particuliers.
Ainsi, des plats spécifiques sont servis pour les invités aux cérémonies de mariage, ces plats variant d'une région à l'autre. À Djerba, par exemple, le yehni (ragoût de viande avec sauce tomate, potiron, pomme de terre, poivron, pois chiches et raisins secs) et le couscous à la viande sont servis dans la plupart des mariages. Certaines spécialités sont servies pour célébrer les naissances comme le zrir et certaines chakchouka et bsissa.
Les fêtes religieuses possèdent également leurs plats particuliers, comme le Nouvel An musulman avec sa mloukhiya et son couscous au qadid, le Mawlid avec l'assida tourqui et l'assidat zgougou, l'Achoura et les Aïds avec leurs spécialités régionales. Le mois de ramadan reste toutefois le mois de prédilection pour exhiber ses talents culinaires, parents et amis échangeant à cette occasion des invitations à dîner ou à veiller et déguster ensemble des spécialités, et ce tout au long du mois saint.